# 台灣隧道
臺灣擁有多座隧道，因台灣本島多山的地形，以及都會區的交通用地不足，使得各種長度大小規模的隧道遍佈全台各地。
本條目列舉了鐵路、公路、自行車專用道、行人專用道（遊憩步道）及水利等隧道。

## 鐵路

### 台鐵

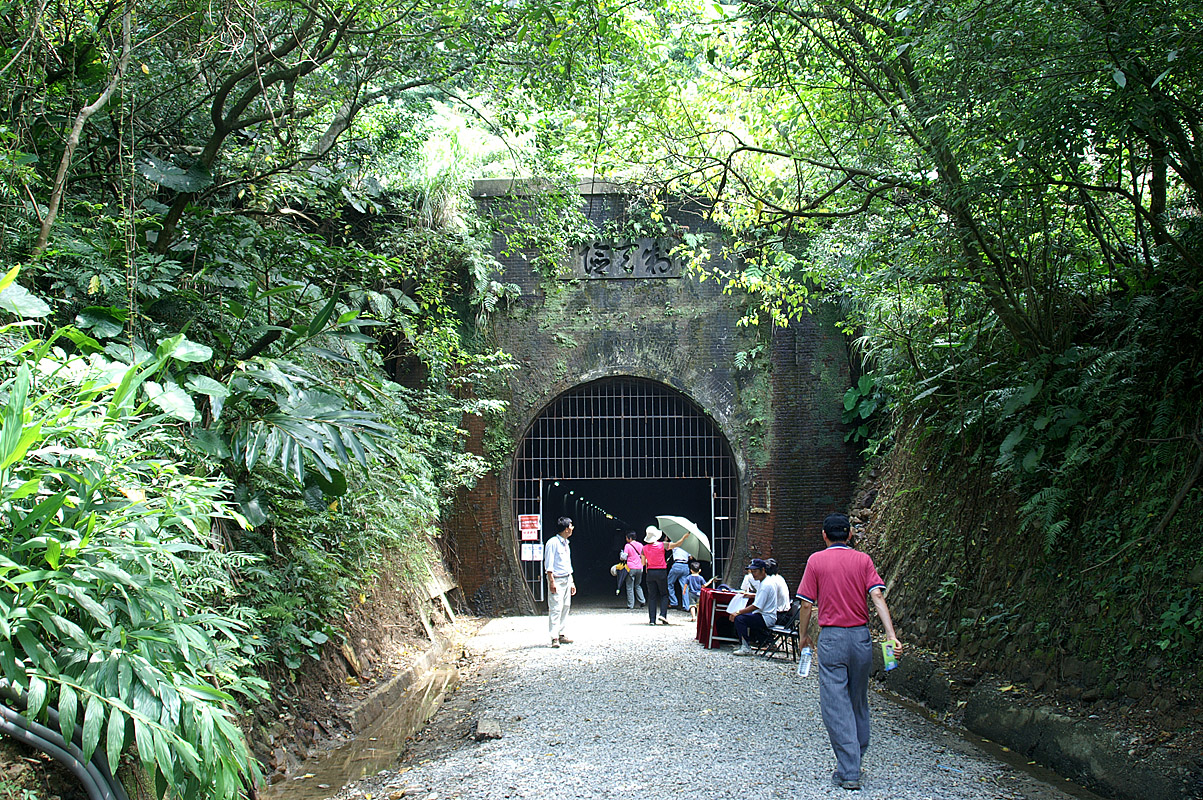
頭城~福隆 舊草嶺隧道

| 隧道名               | 位置                      | 路線名     | 全長（公尺）      | 單/雙線        | 備註                                                                                 |
| -------------------- | ------------------------- | ---------- | ----------------- | -------------- | ------------------------------------------------------------------------------------ |
| 新竹仔嶺隧道         | 基隆市仁愛區-基隆市暖暖區 | 縱貫線北段 | 541.35            | 雙線           | 該隧道為第三代竹仔嶺隧道                                                             |
| 七堵隧道             | 基隆市七堵區              | 縱貫線北段 | 132.18            | 單線           | 七堵調車場貨運線。目前為七堵~南港 三軌區間之西正線。                                 |
| 新七堵隧道           | 基隆市七堵區              | 縱貫線北段 | 144.30            | 雙線           |                                                                                      |
| 五堵隧道             | 基隆市七堵區-新北市汐止區 | 縱貫線北段 | 182               | 單線           | 五堵貨場線。目前為七堵~南港 三軌區間之西正線。                                       |
| 新五堵隧道           | 基隆市七堵區-新北市汐止區 | 縱貫線北段 | 434.61            | 雙線           |                                                                                      |
| 臺北都會區地下化隧道 | 新北市汐止區-新北市板橋區 | 縱貫線北段 | 20,960            | 雙線           | 臺鐵、高鐵、台北捷運南港線共同管道，詳見臺北地下隧道列表。                           |
| 高雄鐵路地下化隧道   | 高雄市左營區-高雄市鳳山區 | 縱貫線南段 | 15,370            | 雙線           | 臺鐵。                                                                               |
| 高雄鐵路地下化隧道   | 高雄市左營區-高雄市鳳山區 | 屏東線     | 15,370            | 雙線           | 臺鐵。                                                                               |
| 山佳隧道             | 新北市樹林區              | 縱貫線北段 | 155               | 雙線           | 台鐵捷運化工程興建之假隧道。                                                         |
| 大甲隧道             | 臺中市大甲區              | 海岸線     | 80.30             | 雙線           | 河底隧道，穿越水尾溪。                                                               |
| 豐富隧道             | 苗栗縣造橋鄉              | 臺中線     | 647               | 雙線           |                                                                                      |
| 苗南隧道             | 苗栗縣苗栗市              | 臺中線     | 982               | 雙線           |                                                                                      |
| 銅鑼隧道             | 苗栗縣苗栗市              | 臺中線     | 330               | 雙線           |                                                                                      |
| 三義隧道             | 苗栗縣三義鄉              | 臺中線     | 7,354.17（7,728） | 雙線           | 臺鐵第三長，西部幹線最長。                                                           |
| 三泰隧道             | 苗栗縣三義鄉              | 臺中線     | 260               | 雙線           |                                                                                      |
| 泰安隧道             | 臺中市后里區              | 臺中線     | 517               | 雙線           |                                                                                      |
| 后豐隧道             | 臺中市后里區              | 臺中線     | 455               | 雙線           |                                                                                      |
| 四瑞第一隧道         | 新北市瑞芳區              | 宜蘭線     | 376               | 雙線           |                                                                                      |
| 四瑞第二隧道         | 新北市瑞芳區              | 宜蘭線     | 290               | 雙線           |                                                                                      |
| 深澳隧道             | 新北市瑞芳區              | 宜蘭線     | 72                | 單線（東正線） |                                                                                      |
| 深澳隧道             | 新北市瑞芳區              | 宜蘭線     | 36                | 單線（西正線） |                                                                                      |
| 龍潭隧道             | 新北市瑞芳區              | 宜蘭線     | 147               | 雙線           |                                                                                      |
| 龍鎮隧道             | 新北市瑞芳區              | 宜蘭線     | 69                | 雙線           |                                                                                      |
| 柑坪隧道             | 新北市瑞芳區              | 宜蘭線     | 79                | 雙線           |                                                                                      |
| 頌德隧道             | 新北市瑞芳區              | 宜蘭線     | 162               | 單線（東正線） |                                                                                      |
| 瑞芳隧道             | 新北市瑞芳區              | 宜蘭線     | 128               | 單線（西正線） |                                                                                      |
| 福住隧道             | 新北市瑞芳區              | 宜蘭線     | 391               | 雙線           |                                                                                      |
| 示德隧道             | 新北市瑞芳區              | 宜蘭線     | 578               | 雙線           |                                                                                      |
| 三貂嶺隧道           | 新北市瑞芳區-新北市雙溪區 | 宜蘭線     | 2,076             | 雙線           |                                                                                      |
| 伍份隧道             | 新北市雙溪區              | 宜蘭線     | 207               | 單線（東正線） |                                                                                      |
| 伍份隧道             | 新北市雙溪區              | 宜蘭線     | 80                | 單線（西正線） |                                                                                      |
| 雙溪隧道             | 新北市雙溪區              | 宜蘭線     | 120               | 雙線           |                                                                                      |
| 共和隧道             | 新北市雙溪區              | 宜蘭線     | 458               | 雙線           |                                                                                      |
| 長潭隧道             | 新北市雙溪區              | 宜蘭線     | 267               | 雙線           |                                                                                      |
| 福隆隧道             | 新北市貢寮區              | 宜蘭線     | 175               | 雙線           |                                                                                      |
| 草嶺隧道             | 新北市貢寮區-宜蘭縣頭城鎮 | 宜蘭線     | 2,280             | 雙線           | 取代原有舊草嶺隧道，舊隧道於2008年8月10日重新開放為自行車專用單車道。                |
| 大里隧道             | 宜蘭縣頭城鎮              | 宜蘭線     | 247               | 雙線           |                                                                                      |
| 大溪隧道             | 宜蘭縣頭城鎮              | 宜蘭線     | 701.5             | 雙線           |                                                                                      |
| 合興隧道             | 宜蘭縣頭城鎮              | 宜蘭線     | 912               | 雙線           |                                                                                      |
| 梗枋隧道             | 宜蘭縣頭城鎮              | 宜蘭線     | 250               | 雙線           |                                                                                      |
| 更新隧道             | 宜蘭縣頭城鎮              | 宜蘭線     | 150               | 雙線           |                                                                                      |
| 外澳隧道             | 宜蘭縣頭城鎮              | 宜蘭線     | 314               | 雙線           |                                                                                      |
| 蘇澳一號隧道         | 宜蘭縣蘇澳鎮              | 北迴線     | 199               | 單線（東正線） |                                                                                      |
| 新蘇澳一號隧道       | 宜蘭縣蘇澳鎮              | 北迴線     | 203               | 單線（西正線） |                                                                                      |
| 蘇澳二號隧道         | 宜蘭縣蘇澳鎮              | 北迴線     | 113               | 單線（東正線） |                                                                                      |
| 新蘇澳二號隧道       | 宜蘭縣蘇澳鎮              | 北迴線     | 729               | 單線（西正線） |                                                                                      |
| 蘇澳三號隧道         | 宜蘭縣蘇澳鎮              | 北迴線     | 206               | 單線（東正線） |                                                                                      |
| 新蘇澳三號隧道       | 宜蘭縣蘇澳鎮              | 北迴線     | 330               | 單線（西正線） |                                                                                      |
| 蘇澳四號隧道         | 宜蘭縣蘇澳鎮              | 北迴線     | 239               | 單線（東正線） |                                                                                      |
| 新蘇澳四號隧道       | 宜蘭縣蘇澳鎮              | 北迴線     | 255               | 單線（西正線） |                                                                                      |
| 新蘇澳五號隧道       | 宜蘭縣蘇澳鎮              | 北迴線     | 250               | 單線（西正線） | 參考文獻中未記載本隧道                                                               |
| 永春隧道             | 宜蘭縣蘇澳鎮-宜蘭縣南澳鄉 | 北迴線     | 4,020.5           | 單線（東正線） |                                                                                      |
| 新永春隧道           | 宜蘭縣蘇澳鎮-宜蘭縣南澳鄉 | 北迴線     | 4,460             | 單線（西正線） |                                                                                      |
| 新東澳隧道           | 宜蘭縣南澳鄉              | 北迴線     | 173               | 雙線           |                                                                                      |
| 南澳隧道             | 宜蘭縣蘇澳鎮              | 北迴線     | 5,286             | 單線（東正線） |                                                                                      |
| 新南澳隧道           | 宜蘭縣蘇澳鎮              | 北迴線     | 5,345             | 單線（西正線） |                                                                                      |
| 新武塔隧道           | 宜蘭縣南澳鄉              | 北迴線     | 1,634             | 雙線           |                                                                                      |
| 新觀音隧道           | 宜蘭縣南澳鄉              | 北迴線     | 10,307            | 雙線           | 取代原有觀音隧道、鼓音隧道、谷風隧道，臺鐵全部營運路線最長。                         |
| 新和平隧道           | 花蓮縣秀林鄉              | 北迴線     | 3,095             | 雙線           |                                                                                      |
| 和仁隧道             | 花蓮縣秀林鄉              | 北迴線     | 2,411             | 單線（東正線） |                                                                                      |
| 新和仁隧道           | 花蓮縣秀林鄉              | 北迴線     | 2,532             | 單線（西正線） |                                                                                      |
| 清水隧道             | 花蓮縣秀林鄉              | 北迴線     | 2,106             | 單線（東正線） |                                                                                      |
| 新清水隧道           | 花蓮縣秀林鄉              | 北迴線     | 2,210             | 單線（西正線） |                                                                                      |
| 崇德隧道             | 花蓮縣秀林鄉              | 北迴線     | 2,682             | 單線（東正線） |                                                                                      |
| 新崇德隧道           | 花蓮縣秀林鄉              | 北迴線     | 2,640             | 單線（西正線） |                                                                                      |
| 溪口隧道             | 花蓮縣壽豐鄉-花蓮縣鳳林鎮 | 臺東線     | 3,800             | 雙線           | 花東鐵路電氣化新建，取代溪口一號、二號隧道。為河底隧道，穿越壽豐溪。                 |
| 鳳林隧道             | 花蓮縣鳳林鎮              | 臺東線     | 863               | 單線           | 東改計畫之新建隧道。預留雙線淨空。                                                   |
| 光復隧道             | 花蓮縣鳳林鎮              | 臺東線     | 2,560             | 雙線           | 花東鐵路電氣化新建，取代單線舊光復隧道。為河底隧道，穿越馬太鞍溪。                   |
| 新自強隧道           | 花蓮縣瑞穗鄉              | 臺東線     | 2,676             | 雙線           | 花東鐵路電氣化計畫新建，取代舊有的單線第一代自強隧道。                               |
| 山隧道               | 臺東縣卑南鄉-臺東縣臺東市 | 臺東線     | 5,300             | 雙線           | 花東鐵路電氣化新建，取代原山里一號～七號隧道（山里隧道群）路段。臺鐵第五長，臺東線最長。 |
| 嘉和遮體             | 屏東縣枋山鄉              | 南迴線     | 1,180             | 單線           | 為預防軍方靶場砲擊而設置之地面假隧道。                                               |
| 內獅隧道             | 屏東縣獅子鄉              | 南迴線     | 145               | 單線           |                                                                                      |
| 枋電一號隧道         | 屏東縣獅子鄉              | 南迴線     | 40                | 單線           |                                                                                      |
| 枋電二號隧道         | 屏東縣獅子鄉              | 南迴線     | 85                | 單線           |                                                                                      |
| 枋山一號隧道         | 屏東縣獅子鄉              | 南迴線     | 300               | 單線           |                                                                                      |
| 枋山二號隧道         | 屏東縣獅子鄉              | 南迴線     | 585               | 單線           |                                                                                      |
| 枋山三號隧道         | 屏東縣獅子鄉              | 南迴線     | 688               | 單線           |                                                                                      |
| 枋山四號隧道         | 屏東縣獅子鄉              | 南迴線     | 156               | 單線           |                                                                                      |
| 枋山五號隧道         | 屏東縣獅子鄉              | 南迴線     | 206               | 單線           |                                                                                      |
| 枋野一號隧道         | 屏東縣獅子鄉              | 南迴線     | 1,809             | 單線           |                                                                                      |
| 枋野二號隧道         | 屏東縣獅子鄉              | 南迴線     | 720               | 單線           |                                                                                      |
| 枋野三號隧道         | 屏東縣獅子鄉              | 南迴線     | 1,360             | 單線           |                                                                                      |
| 中央隧道             | 屏東縣獅子鄉-臺東縣達仁鄉 | 南迴線     | 8,070             | 雙線           | 臺鐵第二長，南迴線最長。                                                             |
| 菩安隧道             | 臺東縣達仁鄉              | 南迴線     | 139               | 雙線           |                                                                                      |
| 安朔隧道             | 臺東縣達仁鄉              | 南迴線     | 5,483             | 雙線           | 臺鐵第四長                                                                           |
| 古莊一號隧道         | 臺東縣達仁鄉              | 南迴線     | 170               | 雙線           |                                                                                      |
| 古莊二號隧道         | 臺東縣大武鄉              | 南迴線     | 200               | 雙線           |                                                                                      |
| 古莊三號隧道         | 臺東縣大武鄉              | 南迴線     | 690               | 雙線           |                                                                                      |
| 古莊四號隧道         | 臺東縣大武鄉              | 南迴線     | 153               | 單線           |                                                                                      |
| 古莊五號隧道         | 臺東縣大武鄉              | 南迴線     | 370               | 單線           |                                                                                      |
| 古莊六號隧道         | 臺東縣大武鄉              | 南迴線     | 160               | 單線           |                                                                                      |
| 古莊七號隧道         | 臺東縣大武鄉              | 南迴線     | 190               | 單線           |                                                                                      |
| 大武一號隧道         | 臺東縣大武鄉              | 南迴線     | 372               | 單線           |                                                                                      |
| 大武二號隧道         | 臺東縣大武鄉              | 南迴線     | 1,180             | 單線           |                                                                                      |
| 大鳥隧道             | 臺東縣大武鄉              | 南迴線     | 3,652             | 單線           |                                                                                      |
| 加津林隧道           | 臺東縣大武鄉              | 南迴線     | 474               | 單線           |                                                                                      |
| 富山隧道             | 臺東縣大武鄉              | 南迴線     | 74                | 單線           |                                                                                      |
| 大竹一號隧道         | 臺東縣大武鄉              | 南迴線     | 1,452             | 單線           |                                                                                      |
| 大竹二號隧道         | 臺東縣太麻里鄉            | 南迴線     | 1,490             | 單線           |                                                                                      |
| 大竹三號隧道         | 臺東縣太麻里鄉            | 南迴線     | 158               | 單線           |                                                                                      |
| 新多良一號隧道       | 臺東縣太麻里鄉            | 南迴線     | 152               | 單線           | 南迴鐵路電氣化新建，取代原有瀧溪隧道、大竹四號隧道、多良一號隧道                     |
| 多良二號隧道         | 臺東縣太麻里鄉            | 南迴線     | 45                | 單線           |                                                                                      |
| 多良二之一號隧道     | 臺東縣太麻里鄉            | 南迴線     | 1,523             | 單線           |                                                                                      |
| 金崙隧道             | 臺東縣太麻里鄉            | 南迴線     | 4,392             | 單線           |                                                                                      |
| 香蘭隧道             | 臺東縣太麻里鄉            | 南迴線     | 350               | 單線           |                                                                                      |
| 新吉隧道             | 臺東縣太麻里鄉            | 南迴線     | 360               | 單線           |                                                                                      |
| 第三號隧道           |                           | 平溪線     |                   | 單線           |                                                                                      |
| 第四號隧道           |                           | 平溪線     |                   | 單線           |                                                                                      |
| 第五號隧道           |                           | 平溪線     |                   | 單線           |                                                                                      |
| 第六號隧道           |                           | 平溪線     |                   | 單線           |                                                                                      |
| 竹東隧道             |                           | 內灣線     |                   | 單線           |                                                                                      |
| 合興隧道             |                           | 內灣線     |                   | 單線           |                                                                                      |
| 南河隧道             |                           | 內灣線     |                   | 單線           |                                                                                      |
| 九芎坪隧道           |                           | 內灣線     |                   | 單線           |                                                                                      |
| 內灣明隧道           |                           | 內灣線     |                   | 單線           |                                                                                      |
| 一號隧道             | 南投縣集集鎮              | 集集線     | 383               | 單線           |                                                                                      |
| 二號隧道             | 南投縣集集鎮              | 集集線     | 804               | 單線           |                                                                                      |
| 三號隧道             | 南投縣集集鎮-南投縣水里鄉 | 集集線     | 567               | 單線           |                                                                                      |
| 中興隧道             | 南投縣水里鄉              | 集集線     | 90                | 單線           |                                                                                      |
| 第一明隧道           | 南投縣水里鄉              | 集集線     | 30                | 單線           |                                                                                      |
| 第二明隧道           | 南投縣水里鄉              | 集集線     | 140               | 單線           |                                                                                      |
| 四號隧道             | 南投縣水里鄉              | 集集線     | 142               | 單線           |                                                                                      |
| 五號隧道             | 南投縣水里鄉              | 集集線     | 105               | 單線           |                                                                                      |
| 六號隧道             | 南投縣水里鄉              | 集集線     | 68                | 單線           |                                                                                      |
| 深澳隧道             |                           | 深澳線     |                   | 單線           |                                                                                      |
| 一號隧道             |                           | 深澳線     |                   | 單線           |                                                                                      |
| 二號隧道             |                           | 深澳線     |                   | 單線           |                                                                                      |
| 三號隧道             |                           | 深澳線     |                   | 單線           |                                                                                      |
| 四號隧道             |                           | 深澳線     |                   | 單線           |                                                                                      |
| 一號隧道             |                           | 舊山線     | 230               | 單線           |                                                                                      |
| 二號隧道             |                           | 舊山線     | 725               | 單線           |                                                                                      |
| 三號隧道             |                           | 舊山線     | 511               | 單線           |                                                                                      |
| 四號隧道             |                           | 舊山線     | 48                | 單線           |                                                                                      |
| 五號隧道             |                           | 舊山線     | 237               | 單線           |                                                                                      |
| 六號隧道             |                           | 舊山線     | 228               | 單線           |                                                                                      |
| 七號隧道             |                           | 舊山線     | 1,262             | 單線           |                                                                                      |

### 台灣高鐵
| 隧道名               | 位置                       | 長度（公尺） | 備註                                                       |
| -------------------- | -------------------------- | ------------ | ---------------------------------------------------------- |
| 台北都會區地下化隧道 | 新北市汐止區－新北市板橋區 | 21,508       | 臺鐵、高鐵、台北捷運南港線共同管道，詳見臺北地下隧道列表。 |
| 迴龍隧道             | 新北市樹林區－桃園市龜山區 | 2,158        |                                                            |
| 龜山隧道             | 桃園市龜山區               | 6,465        | 高鐵第二長的隧道。                                         |
| 桃園一號隧道         | 桃園市龜山區               | 486          |                                                            |
| 桃園二號隧道         | 桃園市龜山區－桃園市蘆竹區 | 783          |                                                            |
| 桃園二甲隧道         | 桃園市蘆竹區               | 225          |                                                            |
| 桃園二乙隧道         | 桃園市蘆竹區               | 180          |                                                            |
| 桃園三號隧道         | 桃園市蘆竹區               | 747          |                                                            |
| 桃園站地下化隧道     | 桃園市大園區－桃園市中壢區 | 3,180        | 明挖覆蓋隧道。                                             |
| 湖口隧道             | 新竹縣湖口鄉－新竹縣新埔鎮 | 4,292        | 高鐵第三長隧道。                                           |
| 犁頭山隧道           | 新竹縣新埔鎮－新竹縣竹北市 | 624          |                                                            |
| 新城隧道             | 新竹縣竹東鎮               | 302          |                                                            |
| 新竹二高隧道         | 新竹縣寶山鄉               | 830          | 全線唯一位置在高速公路下方的隧道                           |
| 洽水隧道             | 新竹縣寶山鄉               | 121          |                                                            |
| 寶山一號隧道         | 新竹縣寶山鄉               | 405          |                                                            |
| 寶山一甲隧道         | 新竹縣寶山鄉               | 120          |                                                            |
| 寶山一乙隧道         | 新竹縣寶山鄉               | 135          |                                                            |
| 寶山二號隧道         | 新竹縣寶山鄉               | 361          |                                                            |
| 寶山三號隧道         | 新竹縣寶山鄉               | 244          |                                                            |
| 寶山四號隧道         | 新竹縣寶山鄉               | 245          |                                                            |
| 寶山四甲隧道         | 新竹縣寶山鄉               | 210          |                                                            |
| 寶山五號隧道         | 新竹縣寶山鄉               | 314          |                                                            |
| 新苗隧道             | 新竹縣寶山鄉－苗栗縣頭份市 | 1,445        |                                                            |
| 頭份一號隧道         | 苗栗縣頭份市               | 1,245        |                                                            |
| 頭份二號隧道         | 苗栗縣頭份市－苗栗縣三灣鄉 | 1,942        |                                                            |
| 頭份三號隧道         | 苗栗縣頭份市               | 534          |                                                            |
| 頭份四號隧道         | 苗栗縣頭份市               | 240          |                                                            |
| 造橋一號隧道         | 苗栗縣造橋鄉               | 236          |                                                            |
| 造橋二號隧道         | 苗栗縣造橋鄉               | 457          |                                                            |
| 後龍隧道             | 苗栗縣後龍鎮               | 1,232        |                                                            |
| 苗栗隧道             | 苗栗縣苗栗市－苗栗縣西湖鄉 | 3,060        |                                                            |
| 西湖一號隧道         | 苗栗縣西湖鄉               | 191          |                                                            |
| 西湖二號隧道         | 苗栗縣西湖鄉               | 1,092        |                                                            |
| 西湖三號隧道         | 苗栗縣西湖鄉－苗栗縣通霄鎮 | 735          |                                                            |
| 通霄一號隧道         | 苗栗縣通霄鎮               | 560          |                                                            |
| 通霄二號隧道         | 苗栗縣通霄鎮               | 204          |                                                            |
| 通霄三號隧道         | 苗栗縣通霄鎮               | 104          |                                                            |
| 通霄四號隧道         | 苗栗縣通霄鎮               | 215          |                                                            |
| 通霄五號隧道         | 苗栗縣通霄鎮               | 520          |                                                            |
| 通霄六號隧道         | 苗栗縣通霄鎮               | 425          |                                                            |
| 苑裡隧道             | 苗栗縣通霄鎮－苗栗縣苑裡鎮 | 321          |                                                            |
| 神岡隧道             | 台中市神岡區               | 618          | 明挖覆蓋隧道。                                             |
| 彰化一號隧道         | 彰化縣彰化市               | 752          |                                                            |
| 彰化二號隧道         | 彰化縣彰化市               | 364          |                                                            |
| 八卦山隧道           | 彰化縣彰化市－彰化縣員林市 | 7,360        | 高鐵最長隧道。                                             |
| 員林一號隧道         | 彰化縣員林市               | 373          |                                                            |
| 員林二號隧道         | 彰化縣員林市               | 229          |                                                            |
| 員林三號隧道         | 彰化縣員林市               | 160          |                                                            |
| 員林四號隧道         | 彰化縣員林市               | 289          |                                                            |

### 阿里山林業鐵路
- 自嘉義火車站到阿里山車站計有49座隧道，分別編號一至五十號隧道，其中十六號隧道已廢棄。

### 臺北捷運
| 隧道名     | 位置                       | 路線   | 長度（公尺） | 備註                   |
| ---------- | -------------------------- | ------ | ------------ | ---------------------- |
| 關渡隧道   | 臺北市北投區、新北市淡水區 | 淡水線 |              |                        |
| 福州山隧道 | 臺北市大安區、臺北市文山區 | 木柵線 |              | 位於麟光站、辛亥站之間 |

### 新北捷運
| 隧道名   | 位置         | 路線     | 長度（公尺） | 備註                                 |
| -------- | ------------ | -------- | ------------ | ------------------------------------ |
| 雙安隧道 | 新北市新店區 | 安坑輕軌 |              | 全臺第一座道路、輕軌共構的三孔隧道。 |

## 公路

### 長公路隧道
台灣目前並無明確界定長度多少者，是為長公路隧道。
因《高速公路及快速公路交通管制規則》第十六條之四規定：「行駛於長度四公里以上或經管理機關公告之隧道，小型車應保持五十公尺以上之行車安全距離，大型車應保持一百公尺以上之行車安全距離。如因隧道內道路壅塞、事故或其他特殊狀況導致車速低於每小時二十公里或停止時，所有車輛應保持二十公尺以上之行車安全距離。」
故以下將長度在4公里以上的隧道，暫定歸類為長公路隧道。
以下為台灣長公路隧道列表，可達此標準者，目前共計僅7條，幾乎都是通往東部的交通路線之用：
- 雪山隧道：長度約12.9公里，為台灣最長的公路隧道，在通车的2006年是世界第四長公路隧道，仅次于洛达尔隧道、聖哥達公路隧道和阿爾山公路隧道，截至2025年仍是世界前二十长的公路隧道。
- 觀音隧道：長度約7.9公里，蘇花改最長隧道，全台第二長隧道，國內首度引進點排式通風系統隧道，也是一般省道最長隧道。
- 八卦山隧道：長度約4.9公里，為此前省道快速公路最長隧道，全台第三長隧道，也是唯一不是通往台灣東部用的。
- 中仁隧道：長度約4.7公里，位於蘇花改，點排式通風系統隧道之一，全台第四長隧道。
- 森永隧道：長度約4.617公里，南迴改最長隧道及全台第五長隧道（南下隧道）。
- 草埔隧道：長度約4.602公里，南迴改最長隧道及全台第五長隧道（北上隧道）。
- 谷風隧道：長度約4.5公里，也隸屬蘇花改，點排式通風系統隧道之一，全台第六長隧道。

### 長度在1公里以上的隧道
| 隧道名           | 路線名                                                     | 位置                       | 全長（公尺）    | 車道數（方向）                                       | 備註                                                                                          |
| ---------------- | ---------------------------------------------------------- | -------------------------- | --------------- | ---------------------------------------------------- | --------------------------------------------------------------------------------------------- |
| 基隆隧道         | 國道三號                                                   | 基隆市安樂區－基隆市七堵區 | 1,255           | 三線道（南向）                                       |                                                                                               |
| 基隆隧道         | 國道三號                                                   | 基隆市七堵區－基隆市安樂區 | 1,278           | 三線道（北向）                                       |                                                                                               |
| 福德隧道         | 國道三號                                                   | 台北市南港區－新北市深坑區 | 1,762           | 三線道（南向）                                       |                                                                                               |
| 福德隧道         | 國道三號                                                   | 新北市深坑區－台北市南港區 | 1,726           | 三線道（北向）                                       |                                                                                               |
| 木柵隧道         | 國道三號                                                   | 台北市文山區               | 1,848           | 三線道（南向）                                       |                                                                                               |
| 木柵隧道         | 國道三號                                                   | 台北市文山區               | 1,875           | 三線道（北向）                                       |                                                                                               |
| 新店隧道         | 國道三號                                                   | 新北市新店區               | 1,185           | 三線道（南向）                                       | 南向線的北側入口設置四個車道， 為國內外公路隧道罕見的寬度。                                   |
| 新店隧道         | 國道三號                                                   | 新北市新店區               | 1,222           | 三線道（北向）                                       |                                                                                               |
| 蘭潭隧道         | 國道三號                                                   | 嘉義市東區                 | 1,255           | 三線道（南向）                                       |                                                                                               |
| 蘭潭隧道         | 國道三號                                                   | 嘉義市東區                 | 1,212           | 三線道（北向）                                       |                                                                                               |
| 中寮隧道         | 國道三號                                                   | 高雄市田寮區－高雄市旗山區 | 1,753           | 三線道（南向）                                       | 因中寮隧道改善工程而縮短                                                                      |
| 中寮隧道         | 國道三號                                                   | 高雄市旗山區－高雄市田寮區 | 1,753           | 三線道（北向）                                       |                                                                                               |
| 豐原一號隧道     | 國道四號                                                   | 台中市豐原區               | 1,789           | 東西向各二線道                                       | 發現「朴口遺址」。2020年10月9日貫通。                                                         |
| 豐原三號隧道     | 國道四號                                                   | 台中市豐原區               | 1,585           | 東西向各二線道                                       | 2019年11月1日貫通                                                                             |
| 石碇隧道         | 國道五號                                                   | 台北市南港區－新北市石碇區 | 2,698           | 二線道（南向）                                       |                                                                                               |
| 石碇隧道         | 國道五號                                                   | 新北市石碇區－台北市南港區 | 2,720           | 二線道（北向）                                       |                                                                                               |
| 彭山隧道         | 國道五號                                                   | 新北市石碇區－新北市坪林區 | 3,861           | 二線道（南向）                                       |                                                                                               |
| 彭山隧道         | 國道五號                                                   | 新北市坪林區－新北市石碇區 | 3,806           | 二線道（北向）                                       |                                                                                               |
| 雪山隧道         | 國道五號                                                   | 新北市坪林區－宜蘭縣頭城鎮 | 12,917          | 二線道（南向）                                       | 台灣最長的公路隧道， 也是世界第十五長公路隧道。                                               |
| 雪山隧道         | 國道五號                                                   | 宜蘭縣頭城鎮－新北市坪林區 | 12,942          | 二線道（北向）                                       | 台灣最長的公路隧道， 也是世界第十五長公路隧道。                                               |
| 國姓一號隧道     | 國道六號                                                   | 南投縣國姓鄉               | 2,464           | 二線道（東行）                                       |                                                                                               |
| 國姓一號隧道     | 國道六號                                                   | 南投縣國姓鄉               | 2,447           | 二線道（西行）                                       |                                                                                               |
| 埔里隧道         | 國道六號                                                   | 南投縣國姓鄉－南投縣埔里鎮 | 1,309           | 二線道（東行）                                       |                                                                                               |
| 埔里隧道         | 國道六號                                                   | 南投縣國姓鄉－南投縣埔里鎮 | 1,309           | 二線道（西行）                                       |                                                                                               |
| 鳳鼻尾隧道       | 台61線台15線                                               | 新竹縣新豐鄉－新竹縣竹北市 | 2,250           | 快、慢車道各二線道（南向）                           | 為一四孔八車道棚架式隧道，臨海側可見臺灣海峽。                                                |
| 鳳鼻尾隧道       | 台61線台15線                                               | 新竹縣竹北市－新竹縣新豐鄉 | 2,250           | 快、慢車道各二線道（北向）                           | 為一四孔八車道棚架式隧道，臨海側可見臺灣海峽。                                                |
| 瑪陵隧道         | 台62線                                                     | 基隆市七堵區－基隆市安樂區 | 1,397           | 二線道（東行）                                       |                                                                                               |
| 中崙隧道         | 台62線                                                     | 基隆市安樂區－基隆市七堵區 | 1,300           | 二線道（西行）                                       |                                                                                               |
| 龍潭堵隧道       | 台62線                                                     | 新北市瑞芳區               | 1,080           | 二線道（東行）                                       |                                                                                               |
| 龍潭堵隧道       | 台62線                                                     | 新北市瑞芳區               | 1,080           | 二線道（西行）                                       |                                                                                               |
| 三號隧道         | 台62甲線                                                   | 基隆市信義區－新北市瑞芳區 | 1,250           | 二線道（東行）                                       |                                                                                               |
| 三號隧道         | 台62甲線                                                   | 基隆市信義區－新北市瑞芳區 | 1,250           | 二線道（西行）                                       |                                                                                               |
| 觀音山隧道       | 台64線                                                     | 新北市八里區－新北市五股區 | 2,590           | 二線道（東行）                                       |                                                                                               |
| 觀音山隧道       | 台64線                                                     | 新北市五股區－新北市八里區 | 2,365           | 二線道（西行）                                       |                                                                                               |
| 八卦山隧道       | 台76線                                                     | 彰化縣員林市－南投縣南投市 | 4,935           | 二線道（東行）                                       | 台灣省道快速公路最長隧道。                                                                    |
| 八卦山隧道       | 台76線                                                     | 南投縣南投市－彰化縣員林市 | 4,928           | 二線道（西行）                                       | 台灣省道快速公路最長隧道。                                                                    |
| 萬里隧道         | 台2線                                                      | 新北市萬里區               | 1,016           | 二線道（東行）                                       |                                                                                               |
| 萬里隧道         | 台2線                                                      | 新北市萬里區               | 1,145           | 二線道（西行）                                       | 每年3月下旬作為新北市萬金石馬拉松賽道的一部分                                                 |
| 基平隧道         | 台2丙線                                                    | 基隆市暖暖區－新北市平溪區 | 2,612           | 二線道（雙向）                                       | 土木部分在2012年底完工，已於2014.12.23通車。                                                  |
| 平雙隧道         | 台2丙線                                                    | 新北市平溪區－新北市雙溪區 | 1,339           | 二線道（雙向）                                       |                                                                                               |
| 九曲洞隧道       | 台8線                                                      | 花蓮縣秀林鄉               | 1,220           | 二線道（雙向）                                       | 中部橫貫公路最長隧道。                                                                        |
| 東澳隧道         | 台9線                                                      | 宜蘭縣蘇澳鎮－宜蘭縣南澳鄉 | 3,365           |                                                      | 國內首度引進點排式通風系統隧道，已於2018年2月5日通車。                                        |
| 新澳隧道         | 台9線／台9丁線                                             | 宜蘭縣蘇澳鎮               | 1,160           | 單線道（南向）                                       |                                                                                               |
| 新澳隧道         | 台9線／台9丁線                                             | 宜蘭縣蘇澳鎮               | 1,240           | 二線道（北向）                                       |                                                                                               |
| 觀音隧道         | 台9線                                                      | 宜蘭縣南澳鄉               | 7,964（北向）   |                                                      | 蘇花公路最長隧道，也是台灣第2長的公路隧道，國內首度引進點排式通風系統隧道，台灣省道最長隧道。 |
| 谷風隧道         | 台9線                                                      | 宜蘭縣南澳鄉               | 4,668（南向）   |                                                      | 國內首度引進點排式通風系統隧道。                                                              |
| 中仁隧道         | 台9線                                                      | 花蓮縣秀林鄉               | 4,824.2（南向） |                                                      | 國內首度引進點排式通風系統隧道。                                                              |
| 仁水隧道         | 台9線                                                      | 花蓮縣秀林鄉               | 2,948（雙向）   |                                                      |                                                                                               |
| 匯德隧道         | 台9線                                                      | 花蓮縣秀林鄉               | 1,460           | 二線道（雙向）                                       |                                                                                               |
| 森永隧道         | 台9線                                                      | 台東縣達仁鄉－屏東縣獅子鄉 | 4,617           | 二線道（南向）                                       | 南迴公路最長隧道。                                                                            |
| 草埔隧道         | 台9線                                                      | 屏東縣獅子鄉－台東縣達仁鄉 | 4,602           | 二線道（北向）                                       | 南迴公路最長隧道。                                                                            |
| 玉長隧道         | 台30線                                                     | 花蓮縣富里鄉－台東縣長濱鄉 | 2,660           | 二線道（雙向）                                       |                                                                                               |
| 月光山隧道       | 市道181號                                                  | 高雄市杉林區－高雄市美濃區 | 1,670           | 二線道（雙向）                                       | 中華民國市道最長隧道。                                                                        |
| 文山隧道         | 信義快速道路                                               | 台北市信義區－台北市文山區 | 1,420           | 三線道（南向）                                       | 台灣市區快速道路最長隧道。                                                                    |
| 文山隧道         | 信義快速道路                                               | 台北市文山區－台北市信義區 | 1,405           | 三線道（北向）                                       | 台灣市區快速道路最長隧道。                                                                    |
| 象山隧道         | 信義快速道路                                               | 台北市信義區               | 1,000           | 三線道（南向）                                       | 北向線為986公尺。                                                                             |
| 基隆路車行地下道 | 基隆路二段至正氣橋(主線)，松壽路至忠孝東路四段、五段(側線) | 台北市信義區               | 2,000           | 二線道（主線北向），單線道加一機車專用道（側線北向） | 拯救了其與忠孝東路及仁愛路間擁擠的交通，側線隧道可直通台北市政府廣場地下停車場                |
| 基隆路車行地下道 | 正氣路至基隆路二段(主線)，忠孝東路四段、五段至松壽路(側線) | 台北市信義區               | 2,000           | 二線道（主線南向） 單線道（側線南向）                | 拯救了其與忠孝東路及仁愛路間擁擠的交通，側線隧道可直通台北市政府廣場地下停車場                |
| 天長隧道         | 台電能高保線道                                             | 花蓮縣秀林鄉               | 1,270           | 單線道（雙向）                                       |                                                                                               |

### 臺灣各縣市的公路隧道

#### 臺北市

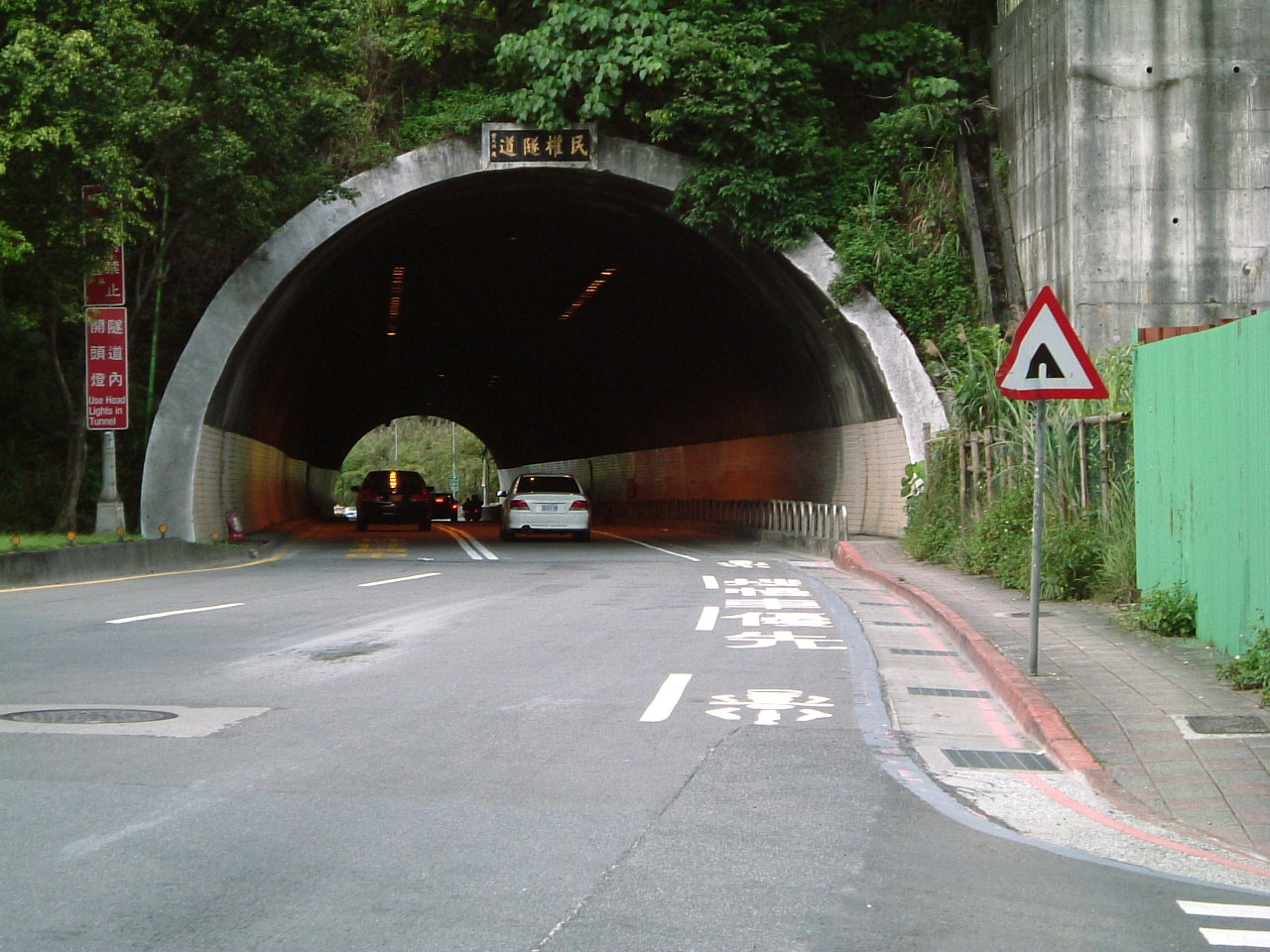
位於台北市內湖區民權東路六段上的民權隧道

| 隧道名                 | 路線名                                                     | 位置                       | 全長（公尺） | 車道數（方向）                                       | 備註                                                                           |
| ---------------------- | ---------------------------------------------------------- | -------------------------- | ------------ | ---------------------------------------------------- | ------------------------------------------------------------------------------ |
| 福德隧道               | 國道三號                                                   | 台北市南港區－新北市深坑區 | 1,762        | 三線道（南向）                                       |                                                                                |
| 福德隧道               | 國道三號                                                   | 新北市深坑區－台北市南港區 | 1,726        | 三線道（北向）                                       |                                                                                |
| 木柵隧道               | 國道三號                                                   | 台北市文山區               | 1,848        | 三線道（南向）                                       |                                                                                |
| 木柵隧道               | 國道三號                                                   | 台北市文山區               | 1,875        | 三線道（北向）                                       |                                                                                |
| 景美隧道               | 國道三號                                                   | 台北市文山區               | 564          | 三線道（南向）                                       |                                                                                |
| 景美隧道               | 國道三號                                                   | 台北市文山區               | 573          | 三線道（北向）                                       |                                                                                |
| 台北一號隧道           | 國道三號甲線                                               | 台北市信義區－台北市文山區 | 790          | 二線道（東行）                                       |                                                                                |
| 台北一號隧道           | 國道三號甲線                                               | 台北市文山區－台北市信義區 | 800          | 二線道（西行）                                       |                                                                                |
| 台北二號隧道           | 國道三號甲線                                               | 台北市大安區               | 192          | 二線道（東行）                                       |                                                                                |
| 台北二號隧道           | 國道三號甲線                                               | 台北市大安區               | 211          | 二線道（西行）                                       |                                                                                |
| 南港隧道               | 國道五號                                                   | 台北市南港區               | 456          | 二線道（東行）                                       |                                                                                |
| 南港隧道               | 國道五號                                                   | 台北市南港區               | 455          | 二線道（西行）                                       |                                                                                |
| 石碇隧道               | 國道五號                                                   | 台北市南港區－新北市石碇區 | 2,698        | 二線道（東行）                                       |                                                                                |
| 石碇隧道               | 國道五號                                                   | 新北市石碇區－台北市南港區 | 2,720        | 二線道（西行）                                       |                                                                                |
| 文山隧道               | 信義快速道路                                               | 台北市信義區－台北市文山區 | 1,420        | 三線道（南向）                                       | 台灣市區快速道路最長隧道。                                                     |
| 文山隧道               | 信義快速道路                                               | 台北市文山區－台北市信義區 | 1,405        | 三線道（北向）                                       | 台灣市區快速道路最長隧道。                                                     |
| 象山隧道               | 信義快速道路                                               | 台北市信義區               | 1,000        | 三線道（南向）                                       |                                                                                |
| 象山隧道               | 信義快速道路                                               | 台北市信義區               | 986          | 三線道（北向）                                       |                                                                                |
| 圓山隧道               | 中山北路四段北上線                                         | 台北市中山區               | 45           | 四線道（北向）                                       | 台北市第一座公路隧道。                                                         |
| 自強隧道               | 故宮路                                                     | 台北市士林區－台北市中山區 | 819          | 二線道（南向）                                       | 連接外雙溪與大直，與基隆市自強隧道同名。                                       |
| 自強隧道               | 故宮路                                                     | 台北市中山區－台北市士林區 | 821          | 二線道（北向）                                       | 連接大直與外雙溪，與基隆市自強隧道同名。                                       |
| 大湖隧道               | 康湖路                                                     | 台北市內湖區               | 519          | 二線道（雙向）                                       |                                                                                |
| 安泰隧道               | 康湖路                                                     | 台北市內湖區               | 71           | 二線道（雙向）                                       |                                                                                |
| 康樂隧道               | 康湖路                                                     | 台北市內湖區               | 586          | 二線道（雙向）                                       |                                                                                |
| 金龍隧道               | 內湖路二段179巷至金龍路                                    | 台北市內湖區               | 173          | 二線道（東行）                                       |                                                                                |
| 金龍隧道               | 金龍路至內湖路二段179巷                                    | 台北市內湖區               | 173          | 二線道（西行）                                       |                                                                                |
| 民權隧道               | 民權東路六段                                               | 台北市內湖區               | 160          | 二線道（東行）                                       |                                                                                |
| 民權隧道               | 民權東路六段                                               | 台北市內湖區               | 160          | 二線道（西行）                                       |                                                                                |
| 辛亥隧道               | 辛亥路三段至四段                                           | 台北市大安區－台北市文山區 | 487.5        | 二線道（南向）                                       |                                                                                |
| 辛亥隧道               | 辛亥路四段至三段                                           | 台北市文山區－台北市大安區 | 487.5        | 二線道（北向）                                       |                                                                                |
| 懷恩隧道               | 辛亥路四段至五段                                           | 台北市文山區               | 490          | 二線道（南向）                                       |                                                                                |
| 懷恩隧道               | 辛亥路五段至四段                                           | 台北市文山區               | 484.5        | 二線道（北向）                                       |                                                                                |
| 莊敬隧道               | 和平東路三段至和平東路四段(原軍功路)                       | 台北市大安區－台北市文山區 | 210          | 二線道（雙向）                                       |                                                                                |
| 福興隧道               | 基隆路三段155巷至福興路                                    | 台北市大安區－台北市文山區 |              |                                                      | 戰備隧道，屬國防部空軍司令部。因屬軍事基地，故封閉未開放通行。                 |
| 復興北路車行地下道     | 大直橋至復興北路                                           | 台北市中山區               | 667          | 二線道（南向）                                       | 為穿越松山機場的地下道。                                                       |
| 復興北路車行地下道     | 復興北路至大直橋                                           | 台北市中山區               | 667          | 二線道（北向）                                       | 為穿越松山機場的地下道。                                                       |
| 基隆路車行地下道       | 基隆路二段至正氣橋(主線)，松壽路至忠孝東路四段、五段(側線) | 台北市信義區               | 2,000        | 二線道（主線北向），單線道加一機車專用道（側線北向） | 拯救了其與忠孝東路及仁愛路間擁擠的交通，側線隧道可直通台北市政府廣場地下停車場 |
| 基隆路車行地下道       | 正氣路至基隆路二段(主線)，忠孝東路四段、五段至松壽路(側線) | 台北市信義區               | 2,000        | 二線道（主線南向） 單線道（側線南向）                | 拯救了其與忠孝東路及仁愛路間擁擠的交通，側線隧道可直通台北市政府廣場地下停車場 |
| 旺邦隧道               | 福興路63巷至興隆路二段203巷                                | 台北市文山區               | 50           | 二線道（雙向）                                       | 以隧道兩端興旺里、興邦里各取一字為名。                                         |
| 光平隧道               |                                                            | 台北市文山區               | 120（約）    | 二線道（雙向）                                       | 位於台北市立動物園內園區道路。                                                 |
| 榮陽隧道               |                                                            | 臺北市北投區               | 120（約）    | 單線道（雙向）                                       | 位於軍艦岩登山口旁，以隧道兩端榮總、陽明大學各取一字為名。                     |
| 忠孝西路車行地下道     |                                                            | 臺北市中正區               | 120（約）    | 單線道（雙向）                                       |                                                                                |
| 辛亥路車行地下道       |                                                            | 臺北市中正區               | 600（約）    | 四線道（雙向）                                       | 銜接建國高架道路、辛亥路一段、新生南路三段、汀洲路三段、師大路、水源快速道路。 |
| 公館大客車專用道地下道 |                                                            | 臺北市中正區               | 180（約）    | 二線道（雙向）                                       | 05:00~24:00為大客車專用道。                                                    |

#### 新北市
| 隧道名       | 路線名      | 位置                       | 全長（公尺） | 車道數（方向） | 備註                                                             |
| ------------ | ----------- | -------------------------- | ------------ | -------------- | ---------------------------------------------------------------- |
| 汐止隧道     | 國道三號    | 基隆市七堵區－新北市汐止區 | 666          | 三線道（南向） |                                                                  |
| 汐止隧道     | 國道三號    | 新北市汐止區－基隆市七堵區 | 643          | 三線道（北向） |                                                                  |
| 新店隧道     | 國道三號    | 新北市新店區               | 1,185        | 三線道（南向） | 南下線的北側入口設置四個車道。                                   |
| 新店隧道     | 國道三號    | 新北市新店區               | 1,222        | 三線道（北向） |                                                                  |
| 碧潭隧道     | 國道三號    | 新北市新店區               | 512          | 三線道（南向） |                                                                  |
| 碧潭隧道     | 國道三號    | 新北市新店區               | 503          | 三線道（北向） |                                                                  |
| 安坑隧道     | 國道三號    | 新北市新店區－新北市中和區 | 466          | 三線道（南向） |                                                                  |
| 安坑隧道     | 國道三號    | 新北市中和區－新北市新店區 | 398          | 三線道（北向） |                                                                  |
| 中和隧道     | 國道三號    | 新北市中和區               | 872          | 三線道（南向） |                                                                  |
| 中和隧道     | 國道三號    | 新北市中和區               | 831          | 三線道（北向） |                                                                  |
| 石碇隧道     | 國道五號    | 台北市南港區－新北市石碇區 | 2,698        | 二線道（東行） |                                                                  |
| 石碇隧道     | 國道五號    | 新北市石碇區－台北市南港區 | 2,720        | 二線道（西行） |                                                                  |
| 烏塗隧道     | 國道五號    | 新北市石碇區               | 216          | 三線道（東行） |                                                                  |
| 烏塗隧道     | 國道五號    | 新北市石碇區               | 248          | 二線道（西行） |                                                                  |
| 彭山隧道     | 國道五號    | 新北市石碇區－新北市坪林區 | 3,861        | 二線道（東行） |                                                                  |
| 彭山隧道     | 國道五號    | 新北市坪林區－新北市石碇區 | 3,806        | 二線道（西行） |                                                                  |
| 雪山隧道     | 國道五號    | 新北市坪林區－宜蘭縣頭城鎮 | 12,917       | 二線道（東行） | 台灣最長的公路隧道，也是世界第九長公路隧道。                     |
| 雪山隧道     | 國道五號    | 宜蘭縣頭城鎮－新北市坪林區 | 12,942       | 二線道（西行） | 台灣最長的公路隧道，也是世界第九長公路隧道。                     |
| 四腳亭隧道   | 台62線      | 新北市瑞芳區               | 709          | 二線道（東行） |                                                                  |
| 四腳亭隧道   | 台62線      | 新北市瑞芳區               | 709          | 二線道（西行） |                                                                  |
| 𫙮魚隧道     | 台62線      | 新北市瑞芳區               | 587          | 二線道（東行） |                                                                  |
| 𫙮魚隧道     | 台62線      | 新北市瑞芳區               | 587          | 二線道（西行） |                                                                  |
| 龍潭堵隧道   | 台62線      | 新北市瑞芳區               | 1,080        | 二線道（東行） |                                                                  |
| 龍潭堵隧道   | 台62線      | 新北市瑞芳區               | 1,080        | 二線道（西行） |                                                                  |
| 觀音山隧道   | 台64線      | 新北市八里區－新北市五股區 | 2,590        | 二線道（東行） |                                                                  |
| 觀音山隧道   | 台64線      | 新北市五股區－新北市八里區 | 2,365        | 二線道（西行） |                                                                  |
| 萬里隧道     | 台2線       | 新北市萬里區               | 1,016        | 二線道（東行） |                                                                  |
| 萬里隧道     | 台2線       | 新北市萬里區               | 1,145        | 二線道（西行） |                                                                  |
| 海濱隧道     | 台2線       | 新北市瑞芳區               | 135          | 二線道（雙向） |                                                                  |
| 鼻頭隧道     | 台2線       | 新北市瑞芳區－新北市貢寮區 | 170          | 二線道（雙向） |                                                                  |
| 龍洞隧道     | 台2線       | 新北市貢寮區               | 200          | 二線道（雙向） |                                                                  |
| 基平隧道     | 台2丙線     | 基隆市暖暖區－新北市平溪區 | 2,612        | 二線道（雙向） | 土木部分在2012年底完工，已於2014.12.23通車。                     |
| 平雙隧道     | 台2丙線     | 新北市平溪區－新北市雙溪區 | 1,339        | 二線道（雙向） |                                                                  |
| 過港隧道     | 台2丙線     | 新北市雙溪區               | 140          | 二線道（雙向） |                                                                  |
| 瑞芳隧道     | 台2丁線     | 新北市瑞芳區               | 183          | 二線道（雙向） |                                                                  |
| 瑞濱隧道     | 台2丁線     | 新北市瑞芳區               | 358          | 二線道（雙向） |                                                                  |
| 大湖格隧道   | 市道106號   | 新北市石碇區               | 80（約）     | 二線道（雙向） |                                                                  |
| 雙溪隧道     | 市道106乙線 | 新北市石碇區               | 85（約）     | 二線道（雙向） | 又名石碇堡隧道。                                                 |
| 碇坪隧道     | 市道106乙線 | 新北市石碇區               | 110（約）    | 二線道（雙向） | 穿越國道5號下方。                                                |
| 烏信隧道     | 北107線     | 新北市烏來區               | 50（約）     | 單線道（雙向） |                                                                  |
| 野柳隧道     | 港西路      | 新北市萬里區               | 90（約）     | 二線道（雙向） | 舊台2線。                                                        |
| 雙安隧道     | 安一路      | 新北市新店區               | 150（約）    | 二線道（東行） | 全台第一條道路、輕軌共構的三孔隧道。                             |
| 雙安隧道     | 安一路      | 新北市新店區               | 150（約）    | 二線道（西行） | 全台第一條道路、輕軌共構的三孔隧道。                             |
| 龍潭隧道     | 逢甲路      | 新北市瑞芳區               | 180（約）    | 單線道（雙向） | 舊台鐵宜蘭線。                                                   |
| 侯硐隧道     | 柴寮路      | 新北市瑞芳區               | 90（約）     | 單線道（雙向） | 舊台鐵宜蘭線。                                                   |
| 中正隧道     | 埔尾路      | 新北市雙溪區               | 150（約）    | 二線道（雙向） |                                                                  |
| 小坑口隧道   | 小坑路      | 新北市新店區               | 60（約）     | 單線道（雙向） | 原為台車隧道，軌道拆除後改為道路用。因隧道狹小，僅限小型車通行。 |
| 水庫一號隧道 | 骨材路      | 新北市石碇區               |              |                | 翡翠水庫管制區內。                                               |
| 水庫二號隧道 | 骨材路      | 新北市石碇區               |              |                | 翡翠水庫管制區內。                                               |
| 大坑隧道     | 北勢街      | 新北市汐止區               | 100（約）    | 二線道（雙向） | 汐止大坑溪聯外道路，已於2012年通車。                             |
| 乾華隧道     |             | 新北市石門區               |              |                | 第一核能發電廠內。                                               |
| 新民隧道     | 沙崙路      | 新北市淡水區               | 184          | 三線道（雙向） | 淡江大橋淡水端聯絡道，2021年完工通車。                           |

#### 基隆市
| 隧道名       | 路線名                   | 位置                       | 全長（公尺） | 車道數（方向） | 備註                                                                               |
| ------------ | ------------------------ | -------------------------- | ------------ | -------------- | ---------------------------------------------------------------------------------- |
| 中興隧道     | 國道一號                 | 基隆市仁愛區－基隆市安樂區 | 396          | 二線道（南向） | 中山高速公路僅有的兩座隧道。兩隧道位於同一處，南下線為中興隧道，北上線為大業隧道。 |
| 大業隧道     | 國道一號                 | 基隆市安樂區－基隆市仁愛區 | 560          | 二線道（北向） | 中山高速公路僅有的兩座隧道。兩隧道位於同一處，南下線為中興隧道，北上線為大業隧道。 |
| 基隆隧道     | 國道三號                 | 基隆市安樂區－基隆市七堵區 | 1,255        | 三線道（南向） |                                                                                    |
| 基隆隧道     | 國道三號                 | 基隆市七堵區－基隆市安樂區 | 1,278        | 三線道（北向） |                                                                                    |
| 七堵隧道     | 國道三號                 | 基隆市七堵區               | 530          | 三線道（南向） |                                                                                    |
| 七堵隧道     | 國道三號                 | 基隆市七堵區               | 555          | 三線道（北向） |                                                                                    |
| 汐止隧道     | 國道三號                 | 基隆市七堵區－新北市汐止區 | 666          | 三線道（南向） |                                                                                    |
| 汐止隧道     | 國道三號                 | 新北市汐止區－基隆市七堵區 | 643          | 三線道（北向） |                                                                                    |
| 中崙隧道     | 台62線                   | 基隆市安樂區－基隆市七堵區 | 1,397        | 二線道（東行） |                                                                                    |
| 瑪陵隧道     | 台62線                   | 基隆市安樂區－基隆市七堵區 | 1,300        | 二線道（西行） |                                                                                    |
| 瑪南隧道     | 台62線                   | 基隆市七堵區               | 179          | 二線道（東行） |                                                                                    |
| 瑪南隧道     | 台62線                   | 基隆市七堵區               | 179          | 二線道（西行） |                                                                                    |
| 大埔隧道     | 台62線                   | 基隆市七堵區               | 100          | 二線道（東行） | 假隧道                                                                             |
| 大埔隧道     | 台62線                   | 基隆市七堵區               | 100          | 二線道（西行） | 假隧道                                                                             |
| 自強隧道     | 台62線                   | 基隆市七堵區               | 193          | 二線道（東行） | 假隧道                                                                             |
| 自強隧道     | 台62線                   | 基隆市七堵區               | 193          | 二線道（西行） | 假隧道                                                                             |
| 一號隧道     | 台62甲線                 | 基隆市中正區               | 150          | 二線道（東行） |                                                                                    |
| 一號隧道     | 台62甲線                 | 基隆市中正區               | 150          | 二線道（西行） |                                                                                    |
| 二號隧道     | 台62甲線                 | 基隆市中正區               | 350          | 二線道（東行） |                                                                                    |
| 二號隧道     | 台62甲線                 | 基隆市中正區               | 350          | 二線道（西行） |                                                                                    |
| 三號隧道     | 台62甲線                 | 基隆市信義區－新北市瑞芳區 | 1,250        | 二線道（東行） |                                                                                    |
| 三號隧道     | 台62甲線                 | 基隆市信義區－新北市瑞芳區 | 1,250        | 二線道（西行） |                                                                                    |
| 基平隧道     | 台2丙線                  | 基隆市暖暖區－新北市平溪區 | 2,612        | 二線道（雙向） |                                                                                    |
| 仁愛隧道     | 台2己線                  | 基隆市中山區               | 416          | 二線道（東行） |                                                                                    |
| 忠孝隧道     | 台2己線                  | 基隆市中山區               | 417          | 二線道（西行） |                                                                                    |
| 和平隧道     | 台2己線                  | 基隆市中山區               | 200          | 二線道（東行） |                                                                                    |
| 信義隧道     | 台2己線                  | 基隆市中山區               | 272          | 二線道（西行） |                                                                                    |
| 大竿林隧道   | 台2己線                  | 基隆市安樂區－基隆市中山區 | 455          | 二線道（東行） |                                                                                    |
| 大武崙隧道   | 台2己線                  | 基隆市中山區－基隆市安樂區 | 432          | 二線道（西行） |                                                                                    |
| 基隆隧道     | 台5線北向                | 基隆市仁愛區               | 100（約）    | 二線道（北向） |                                                                                    |
| 八堵隧道     | 台5線                    | 基隆市暖暖區               | 200（約）    | 二線道（南向） |                                                                                    |
| 八堵隧道     | 台5線                    | 基隆市暖暖區               | 190（約）    | 二線道（北向） |                                                                                    |
| 光華隧道     | 光華路至通明街           | 基隆市中山區               | 450（約）    | 二線道（雙向） |                                                                                    |
| 復興隧道     | 復興路至復旦路           | 基隆市中山區               | 400（約）    | 二線道（雙向） | 原為基隆臨港線鐵公路共用隧道。                                                     |
| 中山隧道     | 中山三路至中山四路       | 基隆市中山區               | 350（約）    | 二線道（單向） |                                                                                    |
| 自強隧道     | 安樂路一段至二段         | 基隆市安樂區               | 315          | 二線道（雙向） | 原名安樂隧道，連接基隆市安樂路一段與二段，與台北市自強隧道同名。                   |
| 正信隧道     | 正信路至豐稔街           | 基隆市中正區－基隆市信義區 | 55           | 二線道（雙向） |                                                                                    |
| 武嶺隧道     | 武嶺街                   | 基隆市安樂區               | 120（約）    | 二線道（雙向） |                                                                                    |
| 虎仔山迴車塔 | 中山二路65巷至華興街53巷 | 基隆市中山區               |              | 二線道（雙向） | 台灣唯一位於住宅下方之車行螺旋隧道，聯絡虎仔山山腳與山頂。                         |

#### 桃園市
| 隧道名       | 路線名   | 位置         | 全長（公尺） | 車道數（方向） | 備註 |
| ------------ | -------- | ------------ | ------------ | -------------- | --- |
| 埔頂一號隧道 | 國道三號 | 桃園市大溪區 | 530          | 三線道（南向） | 為一上方覆蓋的假隧道，出入口設計仿大溪老街建築立面， 北面隧道口分別題名「龍騰」、「鯉躍」，其上設置埔頂公園綠地與橫向道路，方便國道兩旁居民往來。 |
| 埔頂一號隧道 | 國道三號 | 桃園市大溪區 | 555          | 三線道（北向） | 為一上方覆蓋的假隧道，出入口設計仿大溪老街建築立面， 北面隧道口分別題名「龍騰」、「鯉躍」，其上設置埔頂公園綠地與橫向道路，方便國道兩旁居民往來。 |
| 埔頂二號隧道 | 國道三號 | 桃園市大溪區 | 335          | 三線道（南向） | 為一上方覆蓋的假隧道，出入口設計仿大溪老街建築立面， 南面隧道口分別題名「風調」、「雨順」，其上設置埔頂公園綠地與橫向道路，方便國道兩旁居民往來。 |
| 埔頂二號隧道 | 國道三號 | 桃園市大溪區 | 335          | 三線道（北向） | 為一上方覆蓋的假隧道，出入口設計仿大溪老街建築立面， 南面隧道口分別題名「風調」、「雨順」，其上設置埔頂公園綠地與橫向道路，方便國道兩旁居民往來。 |
| 百吉隧道     | 台7線    | 桃園市大溪區 | 435          | 二線道（雙向） | 北部橫貫公路最長隧道。 |
| 榮華隧道     | 台7線    | 桃園市復興區 | 58           | 單線道（雙向） | |
| 雪霧隧道     | 台7線    | 桃園市復興區 | 375          | 二線道（雙向） | |

#### 新竹市
| 隧道名   | 路線名   | 位置       | 全長（公尺） | 車道數（方向） | 備註                                                    |
| -------- | -------- | ---------- | ------------ | -------------- | ------------------------------------------------------- |
| 客雅隧道 | 客雅大道 | 新竹市東區 | 250（約）    | 二線道（東行） | 為一上方覆蓋的假隧道,其上設置有橫向道路、綠地及停車場。 |
| 客雅隧道 | 客雅大道 | 新竹市東區 | 250（約）    | 二線道（西行） | 為一上方覆蓋的假隧道,其上設置有橫向道路、綠地及停車場。 |

#### 新竹縣
| 隧道名     | 路線名       | 位置                       | 全長（公尺） | 車道數（方向）                         | 備註                                           |
| ---------- | ------------ | -------------------------- | ------------ | -------------------------------------- | ---------------------------------------------- |
| 鳳鼻尾隧道 | 台61線台15線 | 新竹縣新豐鄉－新竹縣竹北市 | 2,250        | 快、慢車道各二線道（台61線台15線南向） | 為一四孔八車道棚架式隧道，臨海側可見臺灣海峽。 |
| 鳳鼻尾隧道 | 台61線台15線 | 新竹縣竹北市－新竹縣新豐鄉 | 2,250        | 快、慢車道各二線道（台61線台15線北向） | 為一四孔八車道棚架式隧道，臨海側可見臺灣海峽。 |
| 桃山隧道   | 縣道122號    | 新竹縣五峰鄉               | 389          | 二線道（雙向）                         |                                                |
| 坪林隧道   | 竹16線       | 新竹縣關西鎮               | 40（約）     | 單線道（東行）                         |                                                |
| 光明隧道   | 竹21線       | 新竹縣關西鎮－新竹縣芎林鄉 | 60（約）     | 單線道（雙向）                         |                                                |
| 泰平隧道   | 竹60-1線     | 新竹縣尖石鄉               | 70（約）     | 二線道（雙向）                         |                                                |

#### 苗栗縣
| 隧道名       | 路線名                             | 位置                       | 全長（公尺） | 車道數（方向）                         | 備註                                                                           |
| ------------ | ---------------------------------- | -------------------------- | ------------ | -------------------------------------- | ------------------------------------------------------------------------------ |
| 新埔隧道     | 台61線                             | 苗栗縣通宵鎮               |              | 二線道（南行）                         |                                                                                |
| 新埔隧道     | 台61線                             | 苗栗縣通宵鎮               |              | 二線道（北行）                         |                                                                                |
| 開礦隧道     | 台72線                             | 苗栗縣公館鄉               | 192          | 二線道（東行）                         |                                                                                |
| 開礦隧道     | 台72線                             | 苗栗縣公館鄉               | 192          | 二線道（西行）                         |                                                                                |
| 汶水隧道     | 台72線                             | 苗栗縣公館鄉               | 260          | 二線道（東行）                         |                                                                                |
| 汶水隧道     | 台72線                             | 苗栗縣公館鄉               | 260          | 二線道（西行）                         |                                                                                |
| 通霄隧道     | 台1線                              | 苗栗縣通霄鎮               | 250（約）    | 二線道（東行）                         |                                                                                |
| 通霄隧道     | 台1線                              | 苗栗縣通霄鎮               | 250（約）    | 二線道（西行）                         |                                                                                |
| 新莊隧道     | 台3線                              | 苗栗縣獅潭鄉               | 250（約）    | 二線道（東行）                         |                                                                                |
| 新莊隧道     | 台3線                              | 苗栗縣獅潭鄉               | 230（約）    | 二線道（西行）                         |                                                                                |
| 百壽隧道     | 台3線                              | 苗栗縣獅潭鄉               | 230（約）    | 二線道（東行）                         |                                                                                |
| 百壽隧道     | 台3線                              | 苗栗縣獅潭鄉               | 230（約）    | 二線道（西行）                         |                                                                                |
| 福星一號隧道 | 台6線                              | 苗栗縣公館鄉               | 40（約）     | 二線道（雙向）                         |                                                                                |
| 福星二號隧道 | 台6線                              | 苗栗縣公館鄉               | 20（約）     | 二線道（雙向）                         |                                                                                |
| 福星三號隧道 | 台6線                              | 苗栗縣公館鄉               | 30（約）     | 二線道（雙向）                         |                                                                                |
| 福星四號隧道 | 台6線                              | 苗栗縣公館鄉               | 30（約）     | 二線道（雙向）                         |                                                                                |
| 造橋一號隧道 | 台13甲線                           | 苗栗縣造橋鄉               | 300（約）    | 二線道（東行）                         |                                                                                |
| 造橋一號隧道 | 台13甲線                           | 苗栗縣造橋鄉               | 300（約）    | 二線道（西行）                         |                                                                                |
| 造橋二號隧道 | 台13甲線                           | 苗栗縣造橋鄉               | 230（約）    | 二線道（東行）                         |                                                                                |
| 造橋二號隧道 | 台13甲線                           | 苗栗縣造橋鄉               | 230（約）    | 二線道（西行）                         |                                                                                |
| 龍門隧道     | 縣道124號                          | 苗栗縣南庄鄉               | 90（約）     | 二線道（雙向）                         |                                                                                |
| 火炎山隧道   | 縣道140號                          | 苗栗縣苑裡鎮－苗栗縣三義鄉 | 780          | 二線道（雙向）                         |                                                                                |
| 公館隧道     | 苗26-2線                           | 苗栗縣公館鄉               | 60（約）     | 雙向各一隧道，其中東行線為單線道有路肩 | 又稱吉陽隧道；西口加註尖山、東口加註北河                                       |
| 錫隘隧道     | 苗26線                             | 苗栗縣公館鄉－苗栗縣獅潭鄉 | 917          | 二線道（雙向）                         | 本路段或稱苗栗縣中橫公路                                                       |
| 泰安隧道     | 泰安（清安）南庄（八卦力）聯絡道路 | 苗栗縣泰安鄉－苗栗縣南庄鄉 |              | 二線道（雙向）                         | 本路段聯絡縣道124號39k（八卦力部落）及苗62線（砂埔鹿部落），2014年10月26日通車 |
| 卓蘭電廠隧道 | 卓蘭發電廠聯絡道路                 | 苗栗縣卓蘭鎮               | 240（約）    | 單線道（雙向）                         | 本路段聯絡苗55線（卓蘭鎮景山里）                                               |

#### 台中市
| 隧道名       | 路線名     | 位置                       | 全長（公尺） | 車道數（方向） | 備註              |
| ------------ | ---------- | -------------------------- | ------------ | -------------- | ----------------- |
| 新裡冷隧道   | 台8線      | 台中市和平區               | 210（約）    | 二線道（雙向） |                   |
| 裡冷隧道     | 台8線      | 台中市和平區               | 40（約）     | 二線道（雙向） |                   |
| 谷關隧道     | 台8線      | 台中市和平區               | 110（約）    | 單線道（東行） |                   |
| 谷關隧道     | 台8線      | 台中市和平區               | 110（約）    | 單線道（西行） |                   |
| 馬陵一號隧道 | 台8線      | 台中市和平區               |              |                |                   |
| 馬陵二號隧道 | 台8線      | 台中市和平區               |              |                |                   |
| 馬陵三號隧道 | 台8線      | 台中市和平區               |              |                |                   |
| 馬陵四號隧道 | 台8線      | 台中市和平區               |              |                |                   |
| 橫嶺山隧道   | 大雪山林道 | 台中市和平區               | 600          | 單線道（雙向） |                   |
| 豐原1號隧道  | 國道四號   | 台中市豐原區－台中市豐原區 | 1,789        | 東西向各二線道 |                   |
| 豐原2號隧道  | 國道四號   | 台中市豐原區－台中市豐原區 | 453          | 東西向各二線道 | 2019年7月12日貫通 |
| 豐原3號隧道  | 國道四號   | 台中市豐原區－台中市豐原區 | 1,585        | 東西向各二線道 |                   |

#### 彰化縣
| 隧道名     | 路線名 | 位置                       | 全長（公尺） | 車道數（方向） | 備註                       |
| ---------- | ------ | -------------------------- | ------------ | -------------- | -------------------------- |
| 八卦山隧道 | 台76線 | 彰化縣員林市－南投縣南投市 | 4,935        | 二線道（東行） | 台灣省道快速公路最長隧道。 |
| 八卦山隧道 | 台76線 | 南投縣南投市－彰化縣員林市 | 4,928        | 二線道（西行） | 台灣省道快速公路最長隧道。 |

#### 南投縣
| 隧道名       | 路線名    | 位置                       | 全長（公尺） | 車道數（方向）    | 備註                                    |
| ------------ | --------- | -------------------------- | ------------ | ----------------- | --------------------------------------- |
| 國姓一號隧道 | 國道六號  | 南投縣國姓鄉               | 2,464        | 二線道（東行）    |                                         |
| 國姓一號隧道 | 國道六號  | 南投縣國姓鄉               | 2,447        | 二線道（西行）    |                                         |
| 國姓二號隧道 | 國道六號  | 南投縣國姓鄉               | 535          | 二線道（東行）    |                                         |
| 國姓二號隧道 | 國道六號  | 南投縣國姓鄉               | 480          | 二線道（西行）    |                                         |
| 埔里隧道     | 國道六號  | 南投縣國姓鄉－南投縣埔里鎮 | 1,309        | 二線道（東行）    |                                         |
| 埔里隧道     | 國道六號  | 南投縣埔里鎮－南投縣國姓鄉 | 1,266        | 二線道（西行）    |                                         |
| 八卦山隧道   | 台76線    | 彰化縣員林市－南投縣南投市 | 4,935        | 二線道（東行）    | 台灣省道最長隧道。                      |
| 八卦山隧道   | 台76線    | 南投縣南投市－彰化縣員林市 | 4,928        | 二線道（西行）    | 台灣省道最長隧道。                      |
| 合歡山隧道   | 台8線     | 南投縣仁愛鄉－花蓮縣秀林鄉 | 184          | 單線道（雙向）    | 海拔2564.67公尺，為中部橫貫公路最高點。 |
| 雙福隧道     | 台14線    | 南投縣國姓鄉               | 150          | 二線道（東行）    |                                         |
| 柑林隧道     | 台14線    | 南投縣國姓鄉               | 386          | 二線道（東行）    |                                         |
| 柑林隧道     | 台14線    | 南投縣國姓鄉               | 377          | 二線道（西行）    |                                         |
| 育樂隧道     | 台14線    | 南投縣國姓鄉               | 160          | 二線道（東行）    |                                         |
| 育樂隧道     | 台14線    | 南投縣國姓鄉               | 174          | 二線道（西行）    |                                         |
| 北山隧道     | 台14線    | 南投縣國姓鄉               | 120          | 二線道（西行）    |                                         |
| 觀音一號隧道 | 台14線    | 南投縣國姓鄉               | 120          | 二線道（東行）    |                                         |
| 觀音一號隧道 | 台14線    | 南投縣國姓鄉               | 129          | 二線道（西行）    |                                         |
| 觀音二號隧道 | 台14線    | 南投縣國姓鄉－南投縣埔里鎮 | 230          | 二線道（東行）    |                                         |
| 觀音二號隧道 | 台14線    | 南投縣國姓鄉－南投縣埔里鎮 | 268          | 二線道（西行）    |                                         |
| 觀音三號隧道 | 台14線    | 南投縣埔里鎮               | 252          | 二線道（東行）    |                                         |
| 觀音三號隧道 | 台14線    | 南投縣埔里鎮               | 241          | 二線道（西行）    |                                         |
| 新集集隧道   | 台16線    | 南投縣集集鎮               | 500（約）    | 二線道（東行）    |                                         |
| 新集集隧道   | 台16線    | 南投縣集集鎮               | 550（約）    | 二線道（西行）    |                                         |
| 水里隧道     | 台16線    | 南投縣集集鎮－南投縣水里鄉 | 90（約）     | 二線道（東行）    |                                         |
| 水里隧道     | 台16線    | 南投縣集集鎮－南投縣水里鄉 | 90（約）     | 二線道（西行）    |                                         |
| 大雁隧道     | 台21線    | 南投縣埔里鎮－南投縣魚池鄉 | 445          | 二線道（南行）    |                                         |
| 大雁隧道     | 台21線    | 南投縣埔里鎮－南投縣魚池鄉 | 427          | 二線道（北行）    |                                         |
| 水社隧道     | 台21線    | 南投縣魚池鄉               | 181          | 二線道（南行）    |                                         |
| 水社隧道     | 台21線    | 南投縣魚池鄉               | 166          | 二線道（北行）    |                                         |
| 東埔隧道     | 台21線    | 南投縣信義鄉               | 290（約）    | 二線道（雙向）    |                                         |
| 同富隧道     | 台21線    | 南投縣信義鄉               | 350（約）    | 二線道（雙向）    |                                         |
| 環湖一號隧道 | 台21甲線  | 南投縣魚池鄉               | 122          | 二線道（雙向）    |                                         |
| 環湖二號隧道 | 台21甲線  | 南投縣魚池鄉               | 41           | 二線道（雙向）    |                                         |
| 水頭隧道     | 縣道131號 | 南投縣埔里鎮               | 130（約）    | 二線道（雙向）    |                                         |
| 明湖一號隧道 | 縣道131號 | 南投縣水里鄉               | 80（約）     | 二線道（雙向）    |                                         |
| 明湖二號隧道 | 縣道131號 | 南投縣水里鄉               | 280（約）    | 單線道（雙向）    |                                         |
| 土城第一隧道 | 投12線    | 南投縣草屯鎮               | 140（約）    | 單線道（雙向）    | 原本是投6線                             |
| 土城第二隧道 | 投12線    | 南投縣草屯鎮               | 270（約）    | 單線道（雙向）    | 原本是投6線                             |
| 雙龍隧道     | 投12線    | 南投縣草屯鎮               | 70（約）     | 單線道（東行/前） | 原本是投6線                             |
| 雙龍隧道     | 投12線    | 南投縣草屯鎮               | 140（約）    | 單線道（東行/後） | 原本是投6線                             |
| 雙龍隧道     | 投12線    | 南投縣草屯鎮               | 90（約）     | 單線道（西行/前） | 原本是投6線                             |
| 雙龍隧道     | 投12線    | 南投縣草屯鎮               | 90（約）     | 單線道（西行/後） | 原本是投6線                             |
| 集集隧道     | 投54線    | 南投縣集集鎮               | 260（約）    | 單線道（雙向）    | 原本是縣道152號                         |
| 紅仙水隧道   | 投69線    | 南投縣埔里鎮               | 60（約）     | 二線道（雙向）    |                                         |
| 卓社隧道     | 投71線    | 南投縣仁愛鄉               | 950（約）    | 單線道（雙向）    | 台灣鄉道最長隧道。                      |
| 新武界隧道   | 投71線    | 南投縣仁愛鄉               | 350（約）    | 單線道（雙向）    |                                         |
| 萬豐隧道     | 投83線    | 南投縣仁愛鄉               | 361          | 二線道（雙向）    |                                         |
| 安定隧道     | 投51線    | 南投縣竹山鎮               | 663          | 二線道（雙向）    |                                         |
| 小嶺隧道     | 投100線   | 南投縣竹山鎮－南投縣鹿谷鄉 | 510          | 二線道（雙向）    | 該路段為南投縣產業運輸大道一部分        |
| 小埔社隧道   |           | 南投縣埔里鎮               |              | 單線道（雙向）    | 投73-1線，原為台車道使用的隧道          |
| 臥龍洞隧道   |           | 南投縣埔里鎮               |              | 單線道（雙向）    | 縣道131號水頭隧道之舊線                 |
| 明潭隧道     |           | 南投縣魚池鄉               | 140（約）    | 單線道（雙向）    | 位於台21線附近                          |
| 東池隧道     |           | 南投縣魚池鄉               | 140（約）    | 二線道（雙向）    | 位於投63線附近，往九族文化村捷徑        |

#### 雲林縣
| 隧道名   | 路線名      | 位置         | 全長（公尺） | 車道數（方向） | 備註                 |
| -------- | ----------- | ------------ | ------------ | -------------- | -------------------- |
| 草嶺隧道 | 縣道149甲線 | 雲林縣古坑鄉 | 550          | 二線道（雙向） | 雲林縣內最長的隧道。 |
| 雲嘉隧道 | 縣道149甲線 | 雲林縣古坑鄉 | 350          | 二線道（雙向） |                      |

#### 嘉義市
| 隧道名   | 路線名   | 位置       | 全長（公尺） | 車道數（方向） | 備註 |
| -------- | -------- | ---------- | ------------ | -------------- | ---- |
| 蘭潭隧道 | 國道三號 | 嘉義市東區 | 1,255        | 三線道（南向） |      |
| 蘭潭隧道 | 國道三號 | 嘉義市東區 | 1,212        | 三線道（北向） |      |

#### 嘉義縣
| 隧道名       | 路線名      | 位置         | 全長（公尺） | 車道數（方向） | 備註                                       |
| ------------ | ----------- | ------------ | ------------ | -------------- | ------------------------------------------ |
| 大林假隧道   | 國道三號    | 嘉義縣大林鎮 | 154          | 三線道（南向） | 為一上方覆蓋的假隧道，其上設置有橫向道路。 |
| 大林假隧道   | 國道三號    | 嘉義縣大林鎮 | 154          | 三線道（北向） | 為一上方覆蓋的假隧道，其上設置有橫向道路。 |
| 中崙隧道     | 台3線       | 嘉義縣中埔鄉 | 60（約）     | 二線道（雙向） |                                            |
| 大華一號隧道 | 縣道159甲線 | 嘉義縣竹崎鄉 | 80（約）     | 二線道（雙向） |                                            |
| 大華二號隧道 | 縣道159甲線 | 嘉義縣竹崎鄉 | 50（約）     | 二線道（雙向） |                                            |
| 大華三號隧道 | 縣道159甲線 | 嘉義縣竹崎鄉 | 240（約）    | 二線道（雙向） |                                            |
| 瑞太隧道     | 縣道162甲線 | 嘉義縣梅山鄉 | 559          | 二線道（雙向） | 嘉義縣內最長的隧道。                       |
| 石硦隧道     | 嘉135線     | 嘉義縣中埔鄉 | 30（約）     | 單線道（雙向） |                                            |
| 三層隧道     | 嘉139線     | 嘉義縣中埔鄉 | 120（約）    | 單線道（雙向） |                                            |
| 坪林隧道     | 嘉149線     | 嘉義縣大埔鄉 |              | 單線道（雙向） | 舊嘉147線                                  |

#### 台南市
| 隧道名     | 路線名    | 位置                       | 全長（公尺） | 車道數（方向） | 備註                      |
| ---------- | --------- | -------------------------- | ------------ | -------------- | ------------------------- |
| 走馬瀨隧道 | 台84線    | 台南市大內區               | 350          | 二線道（東行） |                           |
| 走馬瀨隧道 | 台84線    | 台南市大內區               | 350          | 二線道（西行） |                           |
| 南化隧道   | 台20線    | 台南市南化區               | 160（約）    | 二線道（雙向） |                           |
| 麒麟隧道   | 市道172號 | 台南市白河區               | 60（約）     | 二線道（雙向） |                           |
| 六甲隧道   | 市道174號 | 台南市六甲區               | 50（約）     | 二線道（雙向） |                           |
| 紅葉隧道   | 市道175號 | 台南市白河區               | 130（約）    | 二線道（雙向） |                           |
| 楠西隧道   | 市道175號 | 台南市六甲區－台南市楠西區 | 260（約）    | 二線道（雙向） | 原市道174號 107.12.25調整 |

#### 高雄市
| 隧道名         | 路線名           | 位置                       | 全長（公尺） | 車道數（方向）       | 備註                                                            |
| -------------- | ---------------- | -------------------------- | ------------ | -------------------- | --------------------------------------------------------------- |
| 中寮隧道       | 國道三號         | 高雄市田寮區－高雄市旗山區 | 1,753        | 三線道（南向）       | 因中寮隧道改善工程而縮短                                        |
| 中寮隧道       | 國道三號         | 高雄市旗山區－高雄市田寮區 | 1,753        | 三線道（北向）       | 因中寮隧道改善工程而縮短                                        |
| 塔拉拉魯芙隧道 | 台20線           | 高雄市桃源區               | 690          | 二線道（雙向）       |                                                                 |
| 禮觀隧道       | 台20線           | 高雄市桃源區               | 210（約）    | 二線道（雙向）       |                                                                 |
| 大關山隧道     | 台20線           | 高雄市桃源區－台東縣海端鄉 | 615          | 單線道（雙向）       | 海拔2722.39公尺，為南部橫貫公路最高點，亦是台灣海拔最高的隧道。 |
| 月光山隧道     | 市道181號        | 高雄市杉林區－高雄市美濃區 | 1,670        | 二線道（雙向）       | 中華民國市道最長隧道。                                          |
| 高雄過港隧道   | 中興路至旗津一路 | 高雄市前鎮區－高雄市旗津區 | 1,670        | 二線道（往前鎮方向） | 中華民國唯一水底公路隧道。                                      |
| 高雄過港隧道   | 中興路至旗津一路 | 高雄市前鎮區－高雄市旗津區 | 1,670        | 二線道（往旗津方向） | 中華民國唯一水底公路隧道。                                      |

#### 屏東縣
| 隧道名   | 路線名    | 位置                       | 全長（公尺） | 車道數（方向） | 備註                       |
| -------- | --------- | -------------------------- | ------------ | -------------- | -------------------------- |
| 森永隧道 | 台9線     | 台東縣達仁鄉－屏東縣獅子鄉 | 4,617        | 二線道（南向） | 南迴公路改善計畫新建隧道   |
| 草埔隧道 | 台9線     | 屏東縣獅子鄉－台東縣達仁鄉 | 4,602        | 二線道（北向） | 南迴公路改善計畫新建隧道   |
| 涼山隧道 | 縣道185號 | 屏東縣內埔鄉－屏東縣瑪家鄉 | 120（約）    | 二線道（雙向） | 隧道上方是禮納里部落最尾端 |

#### 宜蘭縣
| 隧道名       | 路線名         | 位置                       | 全長（公尺） | 車道數（方向） | 備註 |
| ------------ | -------------- | -------------------------- | ------------ | -------------- | --- |
| 雪山隧道     | 國道五號       | 新北市坪林區－宜蘭縣頭城鎮 | 12,917       | 二線道（南向） | 台灣最長的公路隧道，也是世界第五長公路隧道。 |
| 雪山隧道     | 國道五號       | 宜蘭縣頭城鎮－新北市坪林區 | 12,942       | 二線道（北向） | 台灣最長的公路隧道，也是世界第五長公路隧道。 |
| 蘭陽二號隧道 | 台2線          | 宜蘭縣蘇澳鎮               | 980          | 二線道（南向） | 有設置機車專用道。 |
| 蘭陽隧道     | 台2線          | 宜蘭縣蘇澳鎮               | 980          | 二線道（北向） | 無設置機車專用道。 |
| 新澳隧道     | 台9線／台9丁線 | 宜蘭縣蘇澳鎮               | 1,160        | 單線道（南向） | |
| 新澳隧道     | 台9線／台9丁線 | 宜蘭縣蘇澳鎮               | 1,240        | 二線道（北向） | |
| 澳花隧道     | 台9丁線        | 宜蘭縣南澳鄉               | 488          | 二線道（雙向） | 原名為漢本隧道。 |
| 蘇澳隧道     | 台9線          | 宜蘭縣蘇澳鎮               | 254          | 雙線道（南向） | 保留兩線道寬度，目前只規劃單線道使用，另一側為緊急車道。 |
| 蘇澳隧道     | 台9線          | 宜蘭縣蘇澳鎮               | 254          | 雙線道（北向） | 保留兩線道寬度，目前只規劃單線道使用，另一側為緊急車道。 |
| 東澳隧道     | 台9線          | 宜蘭縣蘇澳鎮－宜蘭縣南澳鄉 | 3,350        | 單線道（南向） | 保留兩線道寬度，目前只規劃單線道使用，另一側為緊急車道。 |
| 東澳隧道     | 台9線          | 宜蘭縣蘇澳鎮－宜蘭縣南澳鄉 | 3,381        | 單線道（北向） | 保留兩線道寬度，目前只規劃單線道使用，另一側為緊急車道。 |
| 東岳隧道     | 台9線          | 宜蘭縣南澳鄉               | 212          | 雙線道（南向） | 保留兩線道寬度，目前只規劃單線道使用，另一側為緊急車道。 |
| 東岳隧道     | 台9線          | 宜蘭縣南澳鄉               | 212          | 雙線道（北向） | 保留兩線道寬度，目前只規劃單線道使用，另一側為緊急車道。 |
| 武塔隧道     | 台9線          | 宜蘭縣南澳鄉               | 458          | （南向）       | 保留兩線道寬度，目前只規劃單線道使用，另一側為緊急車道。 |
| 武塔隧道     | 台9線          | 宜蘭縣南澳鄉               | 458          | （北向）       | 保留兩線道寬度，目前只規劃單線道使用，另一側為緊急車道。 |
| 觀音隧道     | 台9線          | 宜蘭縣南澳鄉               | 7,946        | （南向）       | 蘇花公路最長隧道，國內首度引進點排式通風系統隧道，台灣第2長的公路隧道及台灣省道最長隧道（與谷風隧道相加）；保留兩線道寬度，目前只規劃單線道使用，另一側為緊急車道。 |
| 觀音隧道     | 台9線          | 宜蘭縣南澳鄉               | 7,964        | （北向）       | 蘇花公路最長隧道，國內首度引進點排式通風系統隧道，台灣第2長的公路隧道及台灣省道最長隧道（與谷風隧道相加）；保留兩線道寬度，目前只規劃單線道使用，另一側為緊急車道。 |
| 谷風隧道     | 台9線          | 宜蘭縣南澳鄉               | 4,668        | （南向）       | 國內首度引進點排式通風系統隧道,與觀音隧道相加為台灣第2長的公路隧道及台灣省道最長隧道；保留兩線道寬度，目前只規劃單線道使用，另一側為緊急車道。                      |
| 谷風隧道     | 台9線          | 宜蘭縣南澳鄉               | 4,593        | （北向）       | 國內首度引進點排式通風系統隧道,與觀音隧道相加為台灣第2長的公路隧道及台灣省道最長隧道；保留兩線道寬度，目前只規劃單線道使用，另一側為緊急車道。                      |

#### 花蓮縣
| 隧道名               | 路線名         | 位置                       | 全長（公尺） | 車道數（方向） | 備註                                                                                     |
| -------------------- | -------------- | -------------------------- | ------------ | -------------- | ---------------------------------------------------------------------------------------- |
| 合歡山隧道           | 台8線          | 南投縣仁愛鄉-花蓮縣秀林鄉  | 184          | 單線（雙向）   | 海拔2564.67公尺，台灣海拔第2高公路隧道，為中部橫貫公路最高點。                           |
| 匡廬隧道             | 台8線          | 花蓮縣秀林鄉               | 100（約）    | 單線（雙向）   |                                                                                          |
| 碧綠隧道             | 台8線          | 花蓮縣秀林鄉               | 300（約）    | 單線（雙向）   |                                                                                          |
| 金馬隧道             | 台8線          | 花蓮縣秀林鄉               | 160（約）    | 單線（雙向）   |                                                                                          |
| 陽明隧道             | 台8線          | 花蓮縣秀林鄉               | 50（約）     | 單線（雙向）   |                                                                                          |
| 衡山隧道             | 台8線          | 花蓮縣秀林鄉               | 350（約）    | 二線（雙向）   |                                                                                          |
| 嵩山隧道             | 台8線          | 花蓮縣秀林鄉               | 220（約）    | 單線（雙向）   |                                                                                          |
| 恆山隧道             | 台8線          | 花蓮縣秀林鄉               | 100（約）    | 單線（雙向）   |                                                                                          |
| 西寶隧道             | 台8線          | 花蓮縣秀林鄉               | 210（約）    | 二線（雙向）   |                                                                                          |
| 谷園隧道             | 台8線          | 花蓮縣秀林鄉               | 240（約）    | 二線（雙向）   |                                                                                          |
| 泰山隧道             | 台8線          | 花蓮縣秀林鄉               | 500（約）    | 二線（雙向）   |                                                                                          |
| 天祥隧道             | 台8線          | 花蓮縣秀林鄉               | 499          | 二線（雙向）   |                                                                                          |
| 祥綠隧道             | 台8線          | 花蓮縣秀林鄉               | 103          | 二線（雙向）   |                                                                                          |
| 九曲洞隧道           | 台8線          | 花蓮縣秀林鄉               | 1,220        | 二線（雙向）   | 中部橫貫公路最長隧道。                                                                   |
| 秀富隧道             | 台8線          | 花蓮縣秀林鄉               | 152          | 二線（雙向）   |                                                                                          |
| 靳珩隧道             | 台8線          | 花蓮縣秀林鄉               | 441          | 二線（雙向）   |                                                                                          |
| 燕子口隧道           | 台8線          | 花蓮縣秀林鄉               | 639          | 二線（雙向）   |                                                                                          |
| 布洛灣隧道           | 台8線          | 花蓮縣秀林鄉               |              | 二線（雙向）   | 2017年11月1日通車                                                                        |
| 溪畔隧道             | 台8線          | 花蓮縣秀林鄉               | 277          | 二線（雙向）   |                                                                                          |
| 白沙隧道             | 台8線          | 花蓮縣秀林鄉               |              | 二線（雙向）   | 為原白沙橋路段改線至立霧溪對岸所新設之隧道。                                             |
| 長春隧道             | 台8線          | 花蓮縣秀林鄉               | 504          | 二線（雙向）   |                                                                                          |
| 和平隧道             | 台9丁線        | 花蓮縣秀林鄉               | 839          | 二線（雙向）   |                                                                                          |
| 和中隧道             | 台9丁線        | 花蓮縣秀林鄉               | 370          | 二線（雙向）   |                                                                                          |
| 和仁隧道             | 台9丁線        | 花蓮縣秀林鄉               | 783          | 二線（雙向）   |                                                                                          |
| 和仁臨海短隧道       | 台9丁線        | 花蓮縣秀林鄉               | 28           | 二線（雙向）   |                                                                                          |
| 仁清隧道             | 台9丁線        | 花蓮縣秀林鄉               | 200          | 二線（雙向）   |                                                                                          |
| 和清隧道             | 台9丁線        | 花蓮縣秀林鄉               | 315          | 二線（雙向）   |                                                                                          |
| 大清水隧道           | 台9線          | 花蓮縣秀林鄉               | 521          | 二線（雙向）   |                                                                                          |
| 13號隧道(錦文北隧道) | 台9線          | 花蓮縣秀林鄉               | 632          | 二線（雙向）   |                                                                                          |
| 錦文隧道             | 台9線          | 花蓮縣秀林鄉               | 406          | 二線（雙向）   |                                                                                          |
| 匯德隧道             | 台9線          | 花蓮縣秀林鄉               | 1,500        | 二線（雙向）   |                                                                                          |
| 清水隧道             |                | 花蓮縣秀林鄉               | 513          | 二線（雙向）   | 舊台9線上，目前已被匯德隧道取代並封閉。                                                  |
| 崇德隧道             | 台9線          | 花蓮縣秀林鄉               | 325          | 二線（雙向）   |                                                                                          |
| 中仁隧道             | 台9線          | 花蓮縣秀林鄉               | 4,824.2      | （南向）       | 國內首度引進點排式通風系統隧道；保留兩線道寬度，目前只規劃單線道使用，另一側為緊急車道。 |
| 中仁隧道             | 台9線          | 花蓮縣秀林鄉               | 4,723.8      | （北向）       | 國內首度引進點排式通風系統隧道；保留兩線道寬度，目前只規劃單線道使用，另一側為緊急車道。 |
| 仁水隧道             | 台9線          | 花蓮縣秀林鄉               | 2,948        | 二線（雙向）   | 蘇花改唯一可機車通行且有設置機車專用道及單孔雙向設計的隧道。                             |
| 跳浪一號隧道         | 台11線         | 花蓮縣壽豐鄉               | 435          | 二線（雙向）   |                                                                                          |
| 跳浪二號隧道         | 台11線         | 花蓮縣壽豐鄉               | 484          | 二線（雙向）   |                                                                                          |
| 跳浪三號隧道         | 台11線         | 花蓮縣壽豐鄉               | 512          | 二線（雙向）   |                                                                                          |
| 水璉隧道             | 台11線         | 花蓮縣壽豐鄉               | 824          | 二線（雙向）   |                                                                                          |
| 芭崎隧道             | 台11線         | 花蓮縣壽豐鄉－花蓮縣豐濱鄉 | 167          | 二線（雙向）   |                                                                                          |
| 新豐隧道             | 台11線         | 花蓮縣豐濱鄉               | 841          | 二線（雙向）   |                                                                                          |
| 玉長隧道             | 台30線         | 花蓮縣富里鄉－台東縣長濱鄉 | 2,660        | 二線（雙向）   |                                                                                          |
| 砂卡噹隧道           |                | 花蓮縣秀林鄉               | 870          | 二線（西行）   |                                                                                          |
| 西拉岸隧道           |                | 花蓮縣秀林鄉               | 271          | 二線（西行）   |                                                                                          |
| 天長隧道             | 台電能高保線道 | 花蓮縣秀林鄉               | 1,270        | 單線（雙向）   | 舊台14線上隧道，現中段已坍方無法行車。                                                   |
| 一號隧道             |                | 花蓮縣壽豐鄉               | 58           |                | 舊台11線上，目前已被跳浪一至三號隧道與水璉隧道取代並封閉。                               |

#### 台東縣
| 隧道名       | 路線名 | 位置                       | 全長（公尺） | 車道數（方向） | 備註                                                            |
| ------------ | ------ | -------------------------- | ------------ | -------------- | --------------------------------------------------------------- |
| 森永隧道     | 台9線  | 台東縣達仁鄉－屏東縣獅子鄉 | 4,617        | 二線道（南向） | 南迴公路改善計畫新建隧道                                        |
| 草埔隧道     | 台9線  | 屏東縣獅子鄉－台東縣達仁鄉 | 4,602        | 二線道（北向） | 南迴公路改善計畫新建隧道                                        |
| 三仙隧道     | 台11線 | 台東縣成功鎮               | 200（約）    |                |                                                                 |
| 大關山隧道   | 台20線 | 台東縣海端鄉－高雄市桃源區 | 615          | 單線道（雙向） | 海拔2722.39公尺，為南部橫貫公路最高點，亦是台灣海拔最高的隧道。 |
| 利稻一號隧道 | 台20線 | 台東縣海端鄉               | 56           | 二線道（雙向） |                                                                 |
| 利稻二號隧道 | 台20線 | 台東縣海端鄉               | 30（約）     | 二線道（雙向） |                                                                 |
| 利稻隧道     | 台20線 | 台東縣海端鄉               | 735          | 二線道（雙向） | 南部橫貫公路最長隧道。                                          |
| 碧山隧道     | 台20線 | 台東縣海端鄉               | 689          | 二線道（雙向） |                                                                 |
| 霧鹿隧道     | 台20線 | 台東縣海端鄉               | 100（約）    | 二線道（雙向） |                                                                 |
| 嘉寶隧道     | 台20線 | 台東縣海端鄉               | 310          | 二線道（雙向） |                                                                 |
| 松濤隧道     | 台20線 | 台東縣海端鄉               | 118          | 二線道（雙向） |                                                                 |
| 彩霞隧道     | 台20線 | 台東縣海端鄉               | 72           | 二線道（雙向） |                                                                 |
| 小馬隧道     |        | 台東縣成功鎮               | 230          | 單線道（雙向） | 又名泰源隧道，東河往泰源盆地的捷徑。為台灣歷史建築百景之一      |

## 自行車專用道
| 隧道名       | 路線名               | 位置                       | 全長(公尺) | 備註 |
| ------------ | -------------------- | -------------------------- | ---------- | --- |
| 五堵隧道     | 基隆河自行車道       | 新北市汐止區－基隆市七堵區 | 184        | 原為縱貫線鐵路第一代隧道，2002年5月第三代隧道通車後停用，後闢為自行車道，於2019年10月7日完工。                                                     |
| 舊草嶺隧道   | 東北角草嶺自行車道   | 新北市貢寮區－宜蘭縣頭城鎮 | 2,167      | 原為宜蘭線鐵路隧道，日治時期臺鐵第一長，於新草嶺隧道完工通車後封閉。 後闢為「東北角草嶺自行車道」，於2008年8月10日重新開放。為台灣歷史建築百景之一 |
| 南勢隧道     | 銅鑼山線鐵路自行車道 | 苗栗縣苗栗市－苗栗縣銅鑼鄉 | 270(約)    | |
| 九號隧道     | 后豐鐵馬道           | 台中市后里區               | 1,269.5    | 原為舊山線最長的隧道。隧道北口題有「潛行不窒」四字；南口則題有「氣象雄深」四字。 隧道南端連接大甲溪橋；北端離后里站不遠。                          |
| 東勢隧道     | 東豐自行車綠廊       | 台中市東勢區               | 23         | 原為台鐵支線東勢線的隧道。東勢線廢線後，整建為東豐自行車綠廊的一部分。                                                                             |
| 明潭隧道     | 月潭自行車道         | 南投縣魚池鄉               | 140(約)    | |
| 舊三貂嶺隧道 |                      | 新北市瑞芳區－新北市雙溪區 | 1,852      | 原為台鐵宜蘭線隧道。於新建隧道通車後廢棄，未來可望規劃為瑞芳－雙溪間的自行車動線。                                                                 |
| 自強隧道     |                      | 花蓮縣瑞穗鄉               | 2,950      | 現為台鐵台東線隧道。花東電氣化計畫完工後將由新建隧道取代，原舊隧道則闢建為自行車道。                                                               |

## 行人專用道（遊憩步道）
| 隧道名       | 路線名           | 位置         | 全長(公尺) | 備註 |
| ------------ | ---------------- | ------------ | ---------- | --- |
| 獅球嶺隧道   | 崇德路底         | 基隆市安樂區 | 235        | 原為劉銘傳鐵路隧道，縱貫線改線後改為公路隧道用途，戰後封閉不能通車。目前指定為市定古蹟。                         |
| 大慶洞       |                  | 桃園市大溪區 | 27.5       | 行人專用隧道。                                                                                                   |
| 舊百吉隧道   |                  | 桃園市大溪區 | 344        | 原為台7線路段， 1993年新百吉隧道通車取代舊百吉隧道後，封閉禁止通行；2007年隧道重新整修為遊憩步道，開放行人使用。 |
| 巴陵一號隧道 |                  | 桃園市復興區 | 68         | 原為台7線路段，新巴陵大橋完工後改線，現作為行人步道。                                                            |
| 巴陵二號隧道 |                  | 桃園市復興區 | 79         | 原為台7線路段，新巴陵大橋完工後改線，現作為行人步道。                                                            |
| 崎頂一號隧道 |                  | 苗栗縣竹南鎮 | 131        | 原為台鐵縱貫線鐵路隧道，整修後改為遊憩步道。                                                                     |
| 崎頂二號隧道 |                  | 苗栗縣竹南鎮 | 67         | 原為台鐵縱貫線鐵路隧道，整修後改為遊憩步道。                                                                     |
| 苗栗隧道     |                  | 苗栗縣苗栗市 | 441        | 原為台鐵台中線（山線）鐵路隧道，整修後改為遊憩步道。                                                             |
| 大觀古隧道   |                  | 南投縣水里鄉 | 200        | 為遊憩步道。 |
| 西子灣隧道   | 臨海二路至蓮海路 | 高雄市鼓山區 | 260        | 行人專用隧道,目前指定為歷史建築。                                                                                |
| 新機隧道     |                  | 花蓮縣豐濱鄉 |            | 舊台11線上，目前已被新豐隧道取代並將新機隧道改為豐濱天空步道。                                                   |

## 水利
- 新武界引水隧道：長度為13.96公里，為全臺灣目前最長隧道（較北宜高速公路雪山隧道12.9公里還長）；另為增加引水效益，於濁水溪支流栗栖溪中游興建隧道（長度為2.43公里）引水到新武界引水隧道，合計隧道總長16.39公里，隧道長度為臺灣之冠。[5]
- 員山子分洪道：長度2,483.5公尺（包含引水隧道及出水口放流設施），自動分洪水位為63公尺，完成後可導引1,310秒立方公尺水量引入東海。
- 奇萊引水隧道：全長14.688公里，是1977年台灣電力公司所推動的木瓜溪奇萊引水工程中，串聯山區各攔水壩的重要導水路。
- 烏山嶺引水隧道：為貫通曾文水庫下游及烏山頭水庫之間的引水隧道。目前分為兩條主線，舊線為臺灣日治時期由八田與一進行設計，新線由嘉南農田水利會所推動，目前仍在施工中。
- 卑南上圳導水隧道：全長4.086公里，1985年4月25日貫通，是全臺最長的山岳中型導水隧道。
- 曾文水庫防淤隧道：位於嘉義縣大埔鄉與臺南市楠西區之間，是全臺最大的水利地下工程，也是全球首座使用象鼻鋼管工法的排砂導水隧道，已於2018年1月完工啟用。
- 南化水庫防淤隧道：全長1.4公里，隧道興建目標為透過繞庫水力排沙，將南化水庫庫容區之淤沙排除。預計109年12月31日完工